# 伊朗歷史

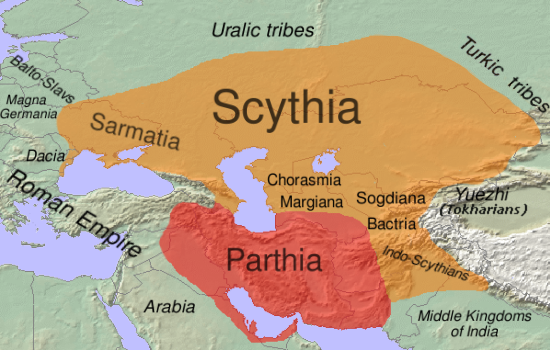
公元前一世紀時伊朗影響的邊界。紅色部份為帕提亞帝國（主要是西伊朗人），橙色為斯基泰人所有（主要為東伊朗人）。

伊朗历史與大片地域的歷史糾纏在一起，該地域西起底格里斯河，東至印度河及錫爾河，北起高加索、裡海及鹹海，南及波斯灣、阿曼灣與埃及。
伊朗高原的埃蘭自青銅時代初期起便是古代近東歷史的一部份。嚴格來說，波斯帝國是從鐵器時代開始的，伴隨著伊朗人的影響，他們建立了米底、阿契美尼德帝國、帕提亞以及古典時代的薩珊帝國。
自從其成為超級大國的一部份時起，波斯便一直擁有此稱呼，其領域範圍及佔有者數世紀來一直在變化。儘管她先後為希臘人, 阿拉伯人、突厥人、蒙古人等入侵并佔領并常常捲入更加強大的國家的事務中，波斯卻一直保持其國家認同，并形成了一個獨立的政治及文化實體。
伊朗是世界上最古老的文明的故鄉之一，其歷史及聚居點可追溯到公元前4000年。米底在公元前625年將伊朗統一為一個國家，并成為了一個帝國。阿契美尼德帝國（前550–330）是伊朗人首次統治中東及中亞。之後由塞琉古帝國、帕提亞帝國及薩珊王朝繼承，其時間跨度約達千年。
伊斯蘭的哈里發國攻入薩珊王朝，統治者伊嗣埃三世被殺，伊斯蘭對波斯的征服（633–656）及薩珊帝國的滅亡是伊朗歷史的一個轉折點。伊朗的伊斯蘭化發生於八至十世紀，導致了祆教在波斯的最終衰退。然而，之前的波斯文化傳統並沒有失去，而是被新的伊斯蘭政權及其文明大量吸收。
在經歷了數個世紀的異族統治及短命的地方王朝之後，伊朗于1501年為薩非教團建立的薩非王朝所再次統一，該王朝將什葉派作為國教，是為伊斯蘭歷史最重要的轉折點。伊朗由沙王或皇帝統治，該制度幾乎無間斷地延續至了1979年四月的伊朗伊斯蘭革命，該革命將伊朗政體改為伊斯蘭共和國。
皮兰沙赫尔是伊朗最古老的城市之一，拥有8000年的历史。

伊朗各個朝代的領土

## 史前時期

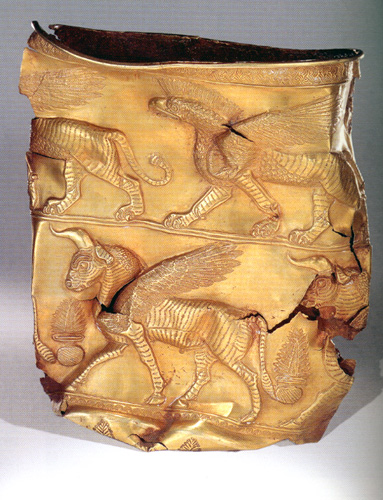
發掘於伊朗國家博物館的金杯，約公元前1000-500年。

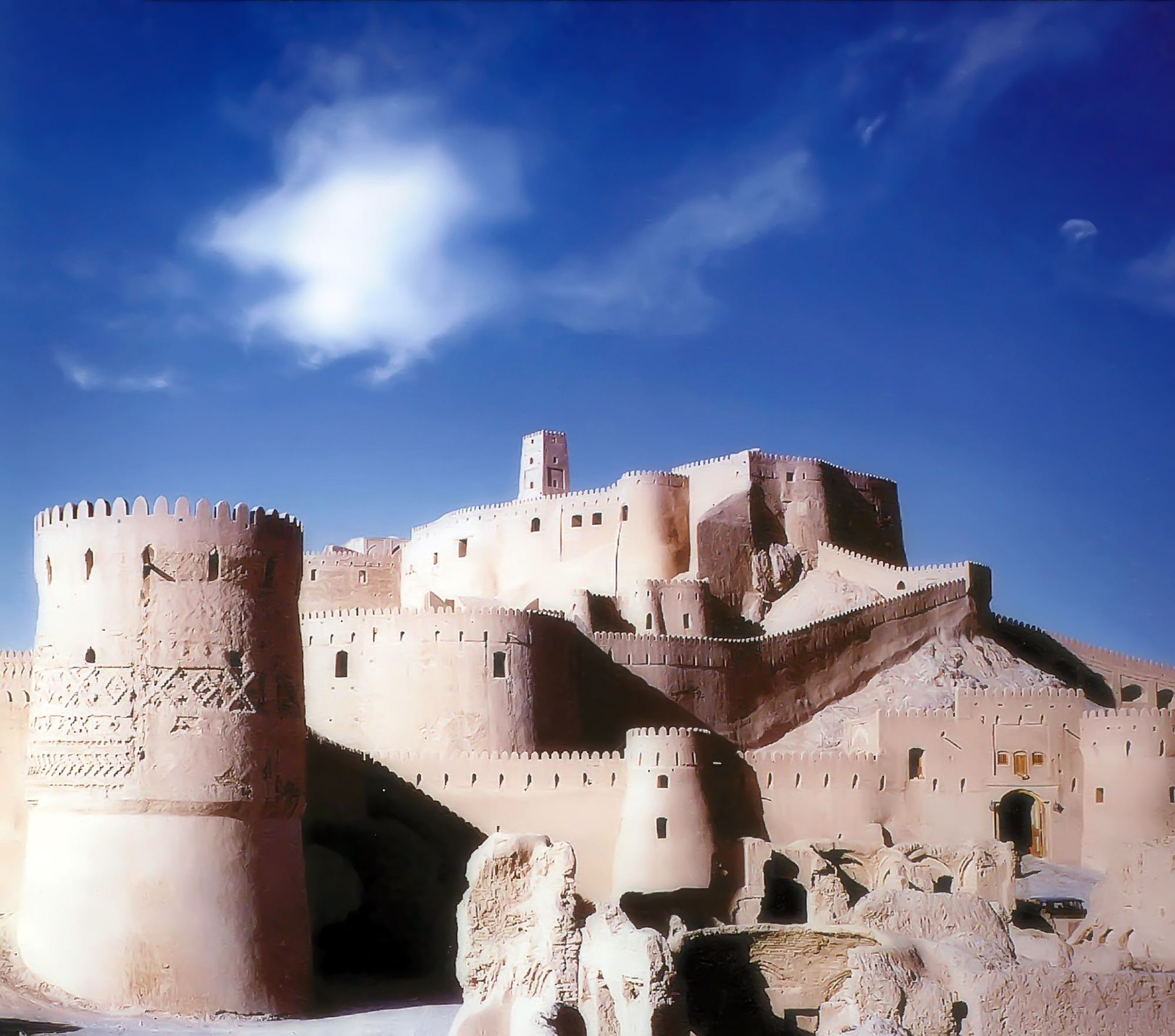
2003巴姆大地震前的巴姆古城

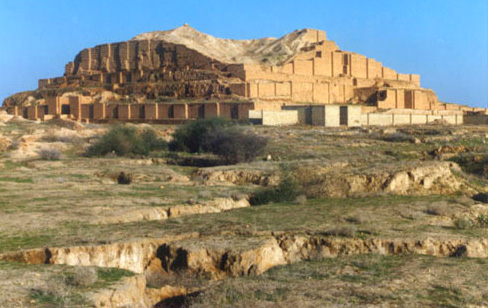
乔加·赞比尔是少數現存美索不達米亞之外的金字形神塔之一，並且被認為是世界上保存最好的神廟。

### 旧石器时代
在伊朗最早的考古文物是在卡沙弗德和甘杰的遗址中发现的，这些被认为可以追溯到10万年前的旧石器时代中期。

### 新石器至铜石并用时代
早期的农业社区，诸如公元前10000年的Chogha Golan，以及公元前8000年的Chogha Bonut（埃兰最早的村庄），开始在伊朗西部的扎格罗斯山脉地区和周围蓬勃发展。
伊朗的西南部地区是新月沃土的一部分。人类最早的主要农作物在此生长，诸如蘇薩这样的村庄（那里最早可能在公元前4395年就建立了定居点），还有像Chogha Mish这样的定居点，这个可以追溯到公元前6800年。

### 青铜时代
今天伊朗的西北部的一部分属于库拉-阿拉克斯文化（约公元前3400—前2000年），该文化一直延伸至邻近的高加索山脉和安纳托利亚。
蘇薩是伊朗境内乃至全世界已知最早的定居点之一。根据碳14断代的结果，苏萨城的建立时间早至公元前4395年，僅晚於前4500年的烏魯克。考古学界的大致观点是苏萨古城是苏美尔城邦乌鲁克的延伸，所以融入了美索不達米亞文化許多方面。随后苏萨成为埃蘭的首都。埃蘭位於今天伊朗的西南部，公元前三千年以前在底格里斯河東岸建國。他們和達羅毗荼人的關係十分密切，以善戰的人民著稱。在公元前2700年至前600年期間屢次被滅及復國，最後於前639年被亞述所滅。
伊朗高原也存在数十个史前遗址，说明这一地区在公元前第四个千年已存在古文化和城市定居点。伊朗高原最古老的文明是位于伊朗东南部克尔曼省的吉罗夫特文化。这是中东地区人工制品最为丰富的考古地区之一,在吉罗夫特出土的古文物使考古学家发现了来自公元前第四个千年的若干物件，其中大量文物使用动物、神话人物和建筑样式浮雕加以装饰。这些文物和它们的图像是当时的考古学家前所未见的。其中很多由绿泥石制成，这是一种灰绿色的软石；其他的则为铜、青铜、粘土乃至青金岩。近期在此遗址的考古挖掘还发现了世界上已知最早的铭文，早于美索不达米亚的铭文。
铁器时代早期，在伊朗民族出現之前，伊朗高原上许多其他古文明在历史上有所记录。青铜时代早期的近东地区，城市兴起，发展成有组织的城邦，发展出文字（乌鲁克时期）。青铜时代的埃蘭很早就开始使用文字，但他们的文字仍未被破解，提及埃兰的苏美尔文献资料很少。
俄罗斯历史学家伊戈尔·米哈伊洛维奇·季亚科诺夫认为现代伊朗高原的居民主要是非波斯族群的后裔：“从‘祖先’一词的物理意义上讲，主要是伊朗高原的原住民——而非欧洲的原始印欧部落——形成了现代伊朗人的祖先。”

### 铁器时代早期
随着新亚述帝国的崛起，其入侵伊朗高原的记录使當地史料变得更为切实。早在公元前20世纪，来自東歐大草原的部落进入伊朗高原。伊朗民族的到来迫使埃兰人从他们的帝国一步一步退缩到埃兰、胡齐斯坦以及邻近一些原先与埃兰不接壤的地区。Bahman Firuzmandi认为南伊朗人可能融合了伊朗高原上的埃兰人。到公元前第一个千年的中期，米底人、波斯人和帕提亚人占据了伊朗高原。在米底王国崛起之前，他们都處于亚述的统治下，与當时近东其他地区一样。在公元前第一个千年的前半叶，今伊朗阿塞拜疆的部分地区并入了乌拉尔图。

## 古典時期

### 米底時期和阿契美尼德帝國（前650年－前330年）
米底（前678年 - 前553年）是一个以古波斯地区为中心的王国，领土面积最大时西起小亚细亚的卡帕多西亞，东至阿拉霍西亚西部。他们隶属印欧语系，是雅利安人，也是第一批在伊朗高原地区定落的民族。亚述帝国曾入侵伊朗高原，试图征服。但是亚述的入侵，促使米底各部落走向联合，从而形成了米底国家。前553年，米底亞國王的女婿居鲁士二世起兵反叛米底亞，建立了阿契美尼德帝国，米底王国结束。
公元前646年，亚述国王亚述巴尼拔洗劫了苏萨，结束了埃兰在该地区的霸權。150多年來，来自邻近的美索不达米亚北部的亚述国王一直渴望征服伊朗西部的米底诸部落。在亚述的压力下，伊朗高原西部的小国逐渐結合，形成面积逐渐增加、中央集权程度不断加深的国家。
公元前7世纪下半叶，米底人获得独立，在迪奧塞斯的领导下统一。公元前612年，迪奥塞斯的孙子基亞克薩雷斯和巴比伦国王那波帕拉薩爾联合入侵并围攻了亚述，最终摧毁了亚述首都尼尼微，新亚述帝国就此覆亡。随后，乌拉尔图也被米底人征服瓦解。米底人的功劳在于構建出伊朗民族及帝国，建立了伊朗民族第一个帝国，当时疆域面积最大的国家，直到后来的居鲁士大帝统一了米底人和波斯人并建立阿契美尼德帝国（约公元前550 - 前330年）。

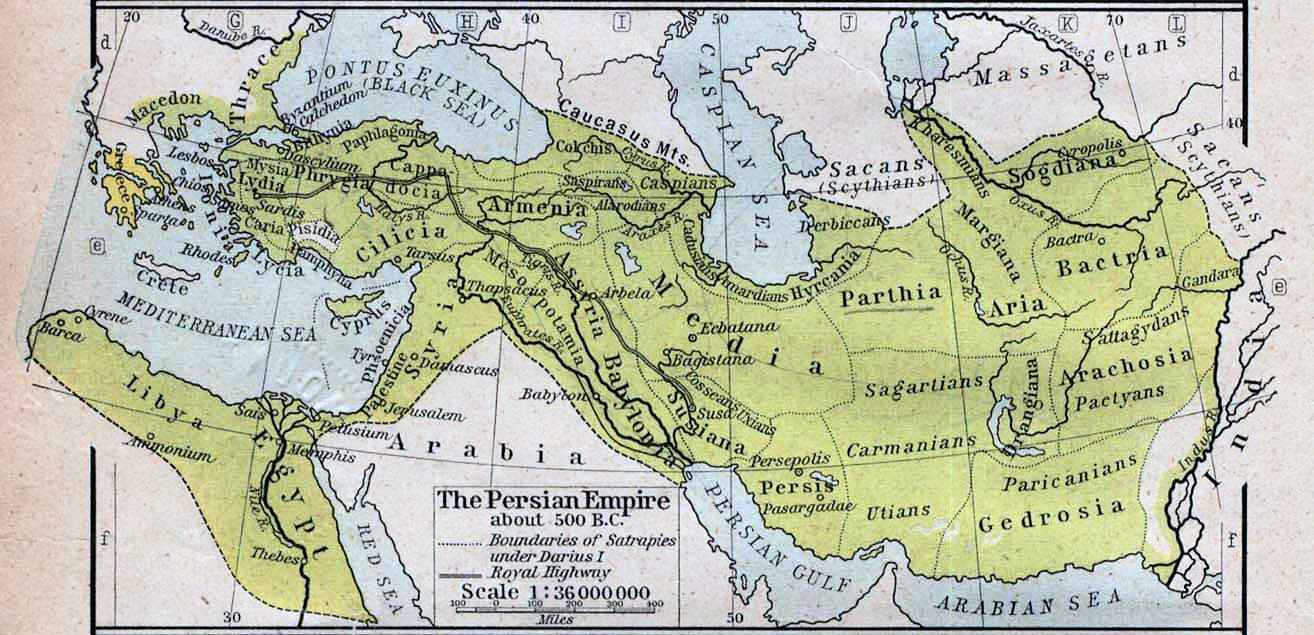
一张阿契美尼德帝国地图
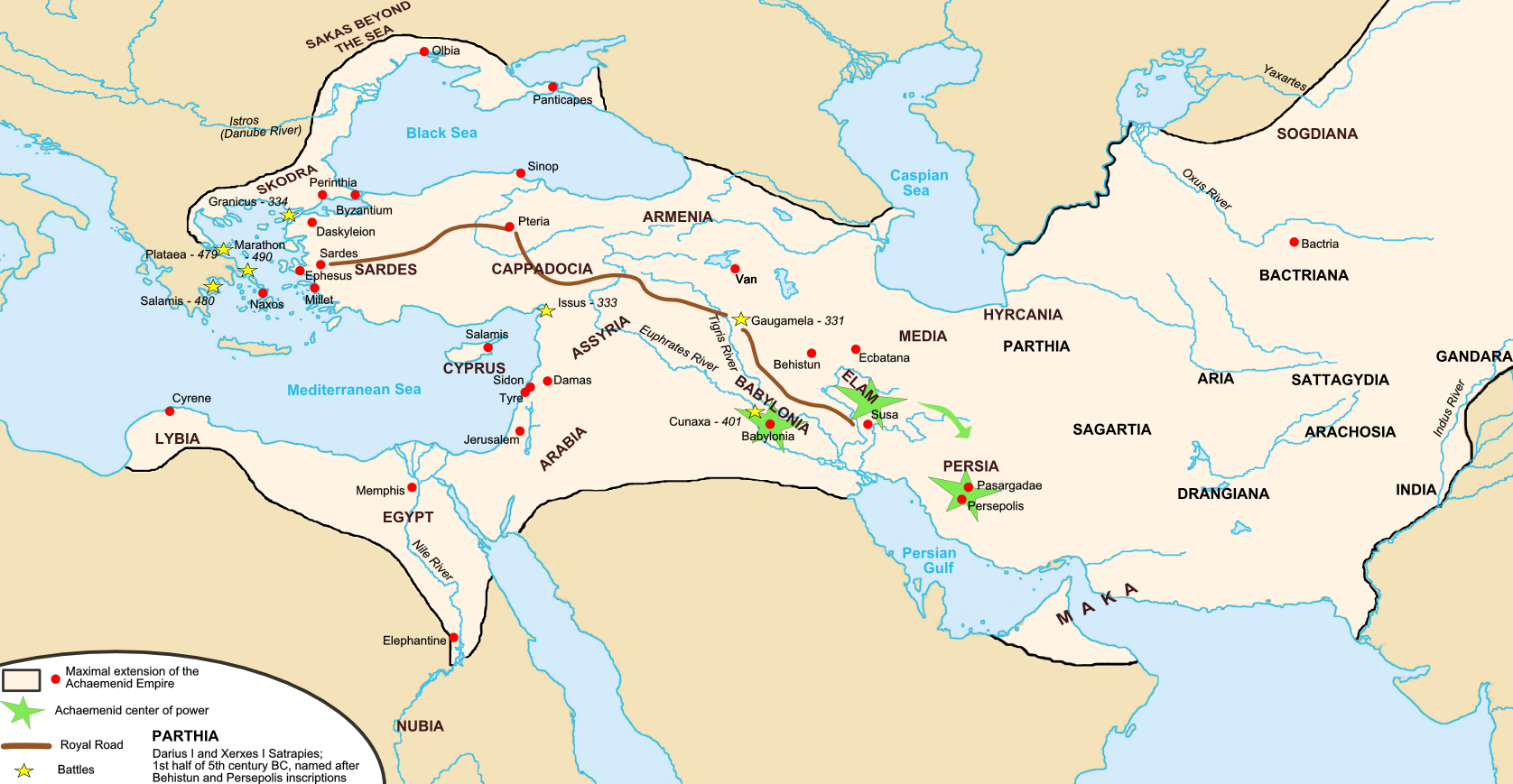
阿契美尼德帝国最大疆域
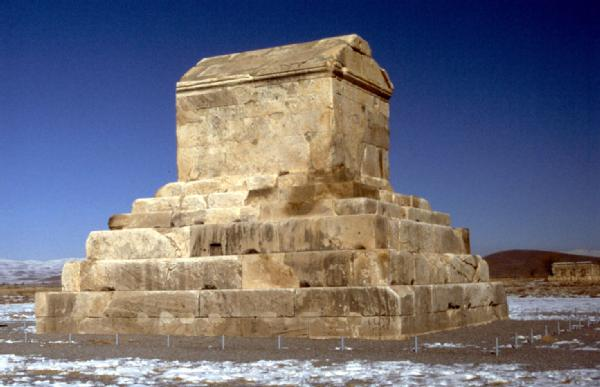
被认为是居鲁士二世陵墓的遗址
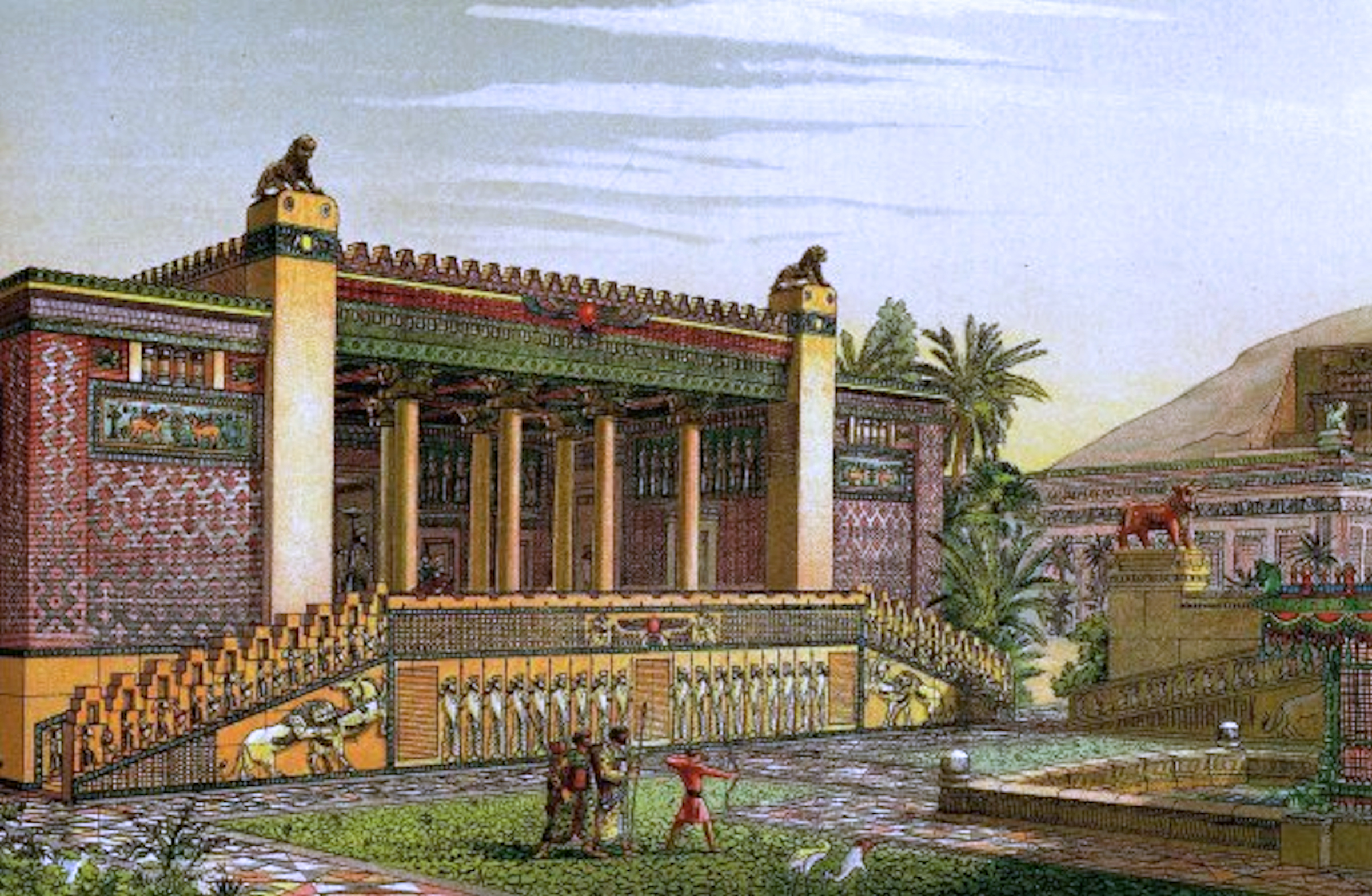
描绘在波斯波利斯的大流士的宫殿 (T.Chipiez)

公元前559年，居鲁士大帝统一古波斯部落，建立了阿契美尼德王朝。居鲁士大帝于前553—前550年击败了当时统治波斯的米底亚王国，使波斯成为一个强盛的帝国，前547年居鲁士二世武力入侵征服了当时小亚细亚西部的吕底亚王国，使得阿契美尼德王朝崛起，前546—前540年，居鲁士大帝向东武力入侵征服了帕提亚、阿利亚、巴克特里亚、德兰吉亚那、格德罗西亚、阿拉霍西亚、马尔基安娜、锡尔河与阿姆河之间的中亚河中地区（索格狄亚那）、乾陀啰、克兰斯米亚。前539年，居鲁士二世武力入侵征服在美索不达米亚的迦勒底人的首都巴比伦，但是不幸在前529年的出征锡尔河与阿姆河之间中亚河中地区的锡尔河谷地的马萨革泰人的战斗中身亡。此时，波斯已成为远大于亚述的庞大帝国。居鲁士大帝善于实施良性政策，来使人民臣服於波斯的统治；帝国的长治久安就是他统治能力的成果。与之前的亚述一样，波斯国王是“王中之王”（xšāyaθiya xšāyaθiyānām，现代波斯语中为shāhanshāh），相当于希腊人的巴西琉斯。
居鲁士的儿子冈比西斯二世（前529—前522年在位）征服了该地区最后一个强权古埃及，导致埃及第二十六王朝垮台。后来，冈比西斯二世病倒，在离开埃及之后或者离开途中駕崩；据此，古希腊历史学家希罗多德认为冈比西斯二世因对古埃及神灵不敬而遭天譴。来自阿契美尼德皇室远支的大流士一世在波斯内乱中得胜。
大流士首先定都在苏萨，随后動工建立波斯波利斯。他重修了沟通尼罗河和红海的运河，这是当代苏伊士运河的原型。他改善了四通八达的道路系统，历史上第一次提及波斯御道就正是他的统治时期，这是一条从苏萨延伸至薩第斯的大型道路，每隔一段距离便设有驿站。大流士期间实施了一些重要的改革。流通的金币daric與银币shekel的铸造受到規範（铸币在一个世纪多以前的公元前660年已出现于吕底亚，但并未受到規範）；行政效率也有所提高。
古波斯語出现于皇家铭文中，使用的是一种经改进以更符合波斯语的楔形文字。在居鲁士大帝和大流士一世的统治时期，波斯帝国成为人类史上前所未有的最大帝国，统治或管辖着已知世界的大多数地区，且横跨亚、非、欧三大洲。该帝国最伟大的成就即是它本身。波斯帝国所代表的，是世界上第一个建基於宽容和尊重其他宗教文化之治理模式的超级大国。

地图（波希战争）：波斯入侵希腊的主要交战地点

公元前六世纪末期，完成了印度河平原东征之后的大流士开始了他的欧洲征战之旅，他打败了培奥尼亚、征服了色雷斯、控制了所有的希腊沿海城市、在多瑙河一带战胜了斯基泰人。公元前512或511年，馬其頓王國成为波斯的附庸。
公元前499年，雅典在米利都领导了一場叛亂，令薩第斯被洗劫。於是，波斯討伐希腊本土，史称波希战争。它貫穿公元前5世纪前半叶，被认为是欧洲历史上最重要的战争之一。在波斯第一次入侵希腊中，波斯将军马铎尼斯重新控制色雷斯，并使马其顿完全成为波斯的一部分。然而这场战争最后以波斯战败而告终。大流士的继任者薛西斯一世展开了波斯第二次入侵希腊的军事行动。在战争的关键时刻，波斯佔領了希腊本土一半的土地，包括科林斯地峡以北的所有地区。然而，在普拉提亚战役和萨拉米斯战役之后，希腊又贏得了戰爭，波斯失去了在欧洲的立足之地，最终撤出欧洲。波希战争期间，波斯一度取得重大的领土优势，在公元前480年占领并摧毁雅典。然而，在希腊取得一系列胜利后，波斯人被迫撤離，失去了对马其顿、色雷斯和伊奧尼亞的控制。在希腊成功抵御波斯入侵之后，战事仍持续数十年，诸多希腊城邦加入雅典成立的提洛同盟，该同盟在公元前449年卡里阿斯和約之后解散，波希战争就此结束。公元前404年，大流士二世死后，阿米尔塔尼乌斯领导了埃及的反抗，随后的几位法老成功抵御了波斯重新征服埃及的进攻，直到公元前343年埃及被阿爾塔薛西斯一世再次征服。

### 希臘化時代及塞琉古帝國(312 BC–63 BC)

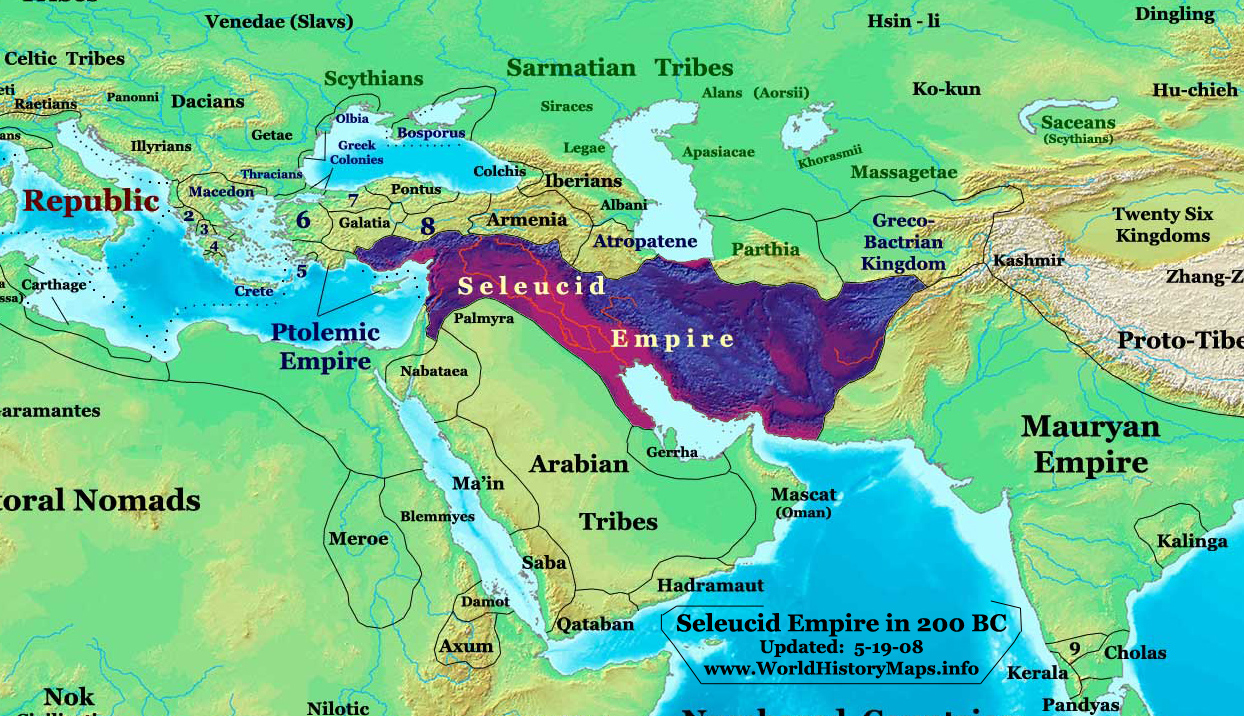
公元前200年安条克被罗马人击败之前的塞琉古帝國

早在马其顿王国的腓力二世在公元前四世紀中葉不断的把古希腊城邦纳入治下之前，馬其頓已有对古波斯阿契美尼德王朝武力入侵征服的野心，在公元前338年馬其頓把古希腊城邦彻底纳入其治下之后（除开斯巴达），在前336年就集结了由阿塔修斯统帅的五万军队渡过赫勒斯滂海峡，武力入侵当时属于古波斯阿契美尼德王朝在小亚细亚的领土疆域，但不幸腓力二世這時在女儿的婚宴上被刺杀，之后腓力二世之子亚历山大大帝成功登上王位和镇压反叛，之后沿袭父亲腓力二世的对阿契美尼德王朝的武力入侵征服，在前334年—前330年间亚历山大大帝的五万馬其頓大军经过格拉尼库斯河战役、米利都围城战、哈利卡那索斯圍城戰、伊苏斯战役、泰爾圍城戰、加薩圍城戰、高加米拉战役、波斯門戰役、粟特岩山战役九场战役之后，波斯王大流士三世在逃跑的途中被贝苏斯刺杀，阿契美尼德王朝灭亡，其领土疆域大部分成为马其顿帝国的一部分。公元前323年亞歷山大大帝逝世，马其顿帝国很快在前322年至前301年的一共八场继业者战争，之后就分崩离析。亚历山大大帝其中一個部屬將領塞琉古一世经过继业者战争，最终在公元前312年自立塞琉古帝国，以塞琉西亚和安条克为中心，统治波斯地区。
希腊的语言、哲学和艺术传入伊朗。塞琉古时期，希腊语成为整个帝国的外交和文学通用语言。
这一时期伊朗成为东西方的交流的一个枢纽：丝绸之路由此连接锡尔河与阿姆河之间的中亚河中地区（索格狄亚那）和印度，佛教从印度孔雀王朝传来，琐罗亚斯德教则西去影响了犹太教。
公元前238年，来自里海东岸的游牧部落联盟大益的成员帕尼人酋长阿尔沙克一世攻占了塞琉古帝国東面的帕提亚，并接受了帕提亚语，建立起这个古代君主制国家，之后不断地扩张领土疆域。在公元前177年—前138年的米特里达梯一世时期领土疆域扩张到最大，西到叙利亚段的幼发拉底河以西的包括全部美索不达米亚，东到阿姆河，东南到哥德罗西亚，南到波斯湾和阿拉伯海。在公元前250年大夏（巴克特里亚）独立之后，塞琉古帝国东部被大夏所侵扰并面临帕提亚的米特里达梯一世时期的领土扩张，在公元前190年之后，西面又面临罗马共和国的武力征伐导致不断的衰败，最终在阿尔沙克王朝米特里达梯一世时期丧失了伊朗高原和美索不达米亚的全部领土。最终罗马共和国于前63年将其彻底灭亡。

### 帕提亞帝國（公元前248年—224年）

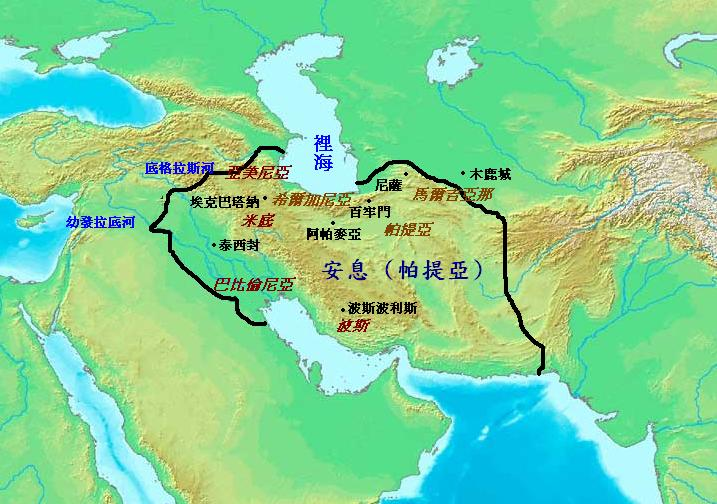
一世紀的帕提亞帝國

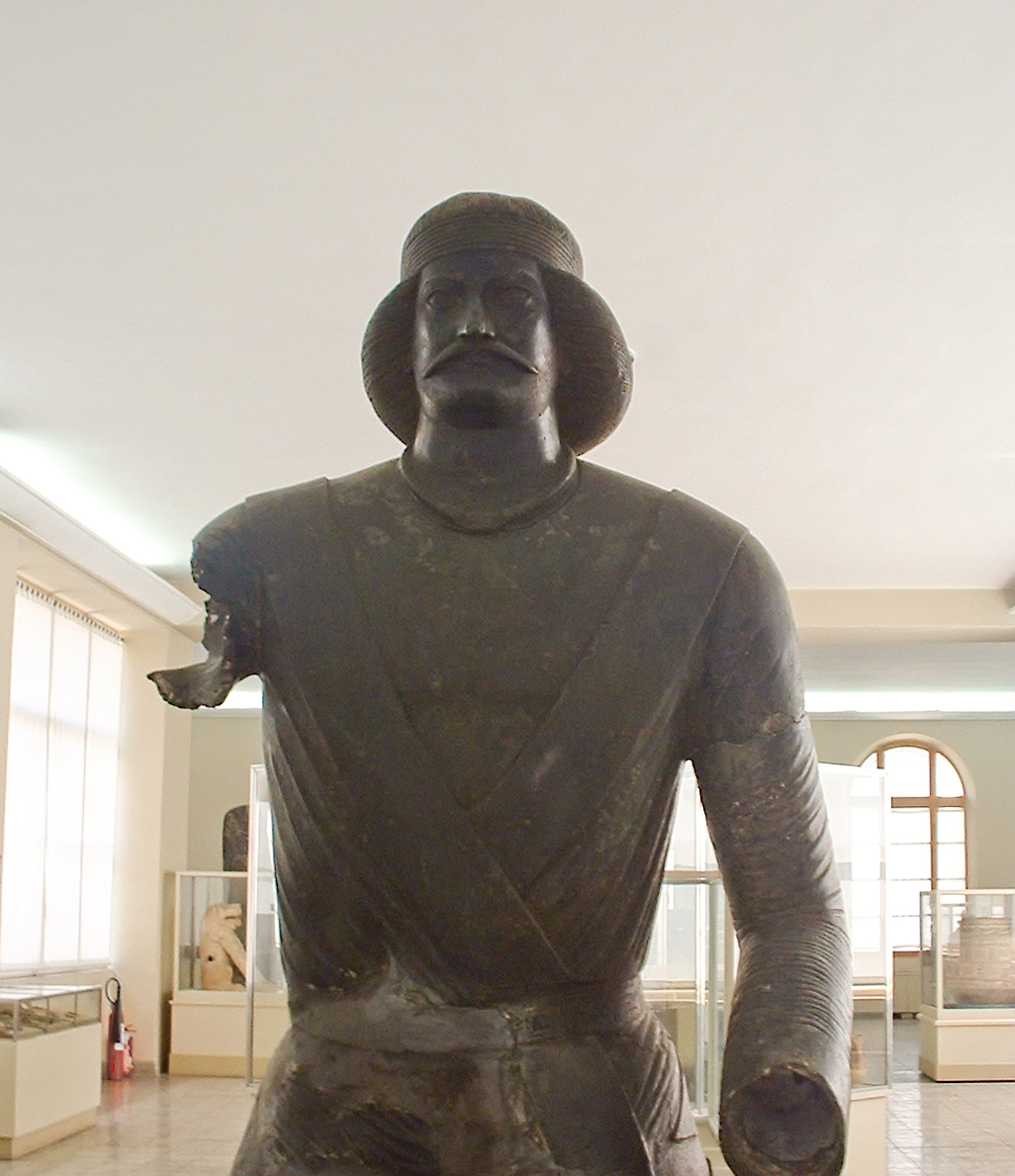
帕提亚帝国一位王子的青铜雕塑，伊朗國家博物館

阿萨息斯王朝又称帕提亚帝国、安息帝国等，发源于今天的伊朗东北部的当时叫帕提亚的地区，帕提亚人是一支西北伊朗民族，其语言帕提亚语属于西北伊朗语。建立者是一名帕尼人酋长阿萨息斯或阿萨息斯，“安息”一词是对这一王朝名字的汉语翻译。
在米特里達梯一世（前171—前132年在位）统治的极盛时期包括今天小亚细亚东部、亚美尼亚、阿塞拜疆、美索不达米亚、叙利亚、伊朗高原、阿富汗、阿姆河以南的大呼罗珊和今印度河以西的巴基斯坦，与古罗马帝国隔幼发拉底河为界，首都泰西封位于美索不达米亚的塞琉西亚附近。
帕提亚与古罗马之间经常发生战争，使得罗马帝国难以向卡帕多奇亚（安纳托利亚中部地区）以东扩张。帕提亚的军队包括两种骑兵，一种是全覆裝甲騎兵，另一种是武器装备少但行动能力强的弓騎兵。对于严重依赖步兵的罗马而言，与帕提亚的作战极为艰难，因为两种骑兵与步兵相比都更快、行动力更强。帕提亚骑兵的回马箭令罗马士兵甚为恐惧，回马箭在卡莱战役对罗马的决定性胜利起到了重要作用。而另一方面，帕提亚也难以占据已征服的地区，因为他们不擅长攻城戰。不管是罗马人，还是帕提亚人，都难以完全兼并对方的领土。同时帕提亚帝国与一世纪之后建立的贵霜帝国也是战事频传。帝国的美索不达米亚和都城泰西封分别在116年、164年—165年、197年—198年屡次被罗马军团攻占而国力衰竭，造成了三世纪初期的诸侯割据。
帕提亚帝国延续了五个世纪，长于大多数东方帝国。224年，帕提亚的最后一名国王被其附庸萨珊人击败，帕提亚帝国覆灭。然而，阿尔萨息王朝的分支继续在亚美尼亚、高加索伊比利亚、高加索阿尔巴尼亚等地维持统治。

### 薩珊帝國（224–651年）

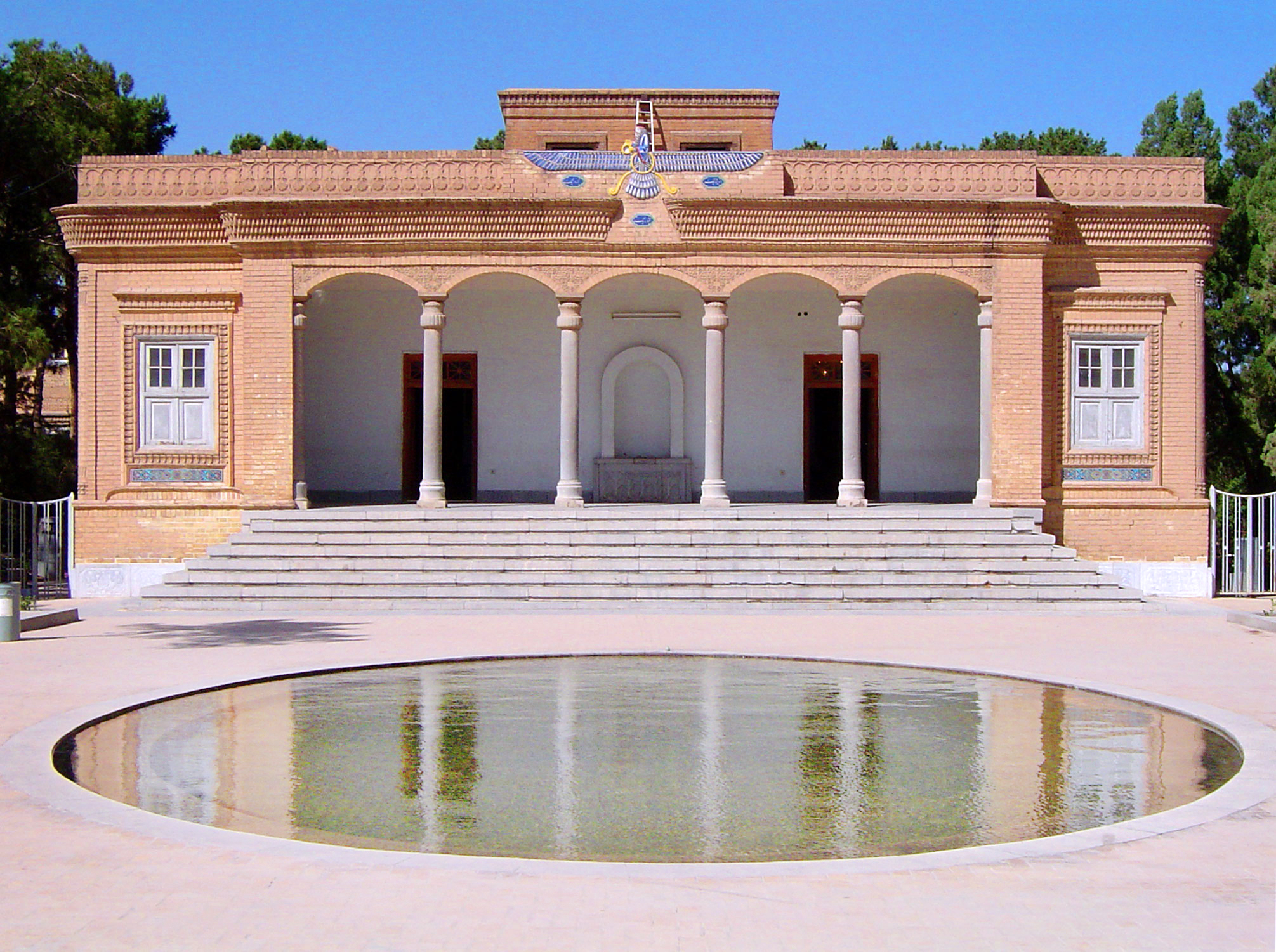
亚兹德的琐罗亚斯德教神庙

公元621年—626年的埃兰沙赫尔的领土疆域

224年安息帝国的一个地方总督的儿子阿尔达希尔一世由于扩张地方势力而和帝国开始战争。经过两年的战争，推翻安息帝国并杀死国王，于226年正式建立萨珊王朝（依兰沙赫尔），首都泰西封。萨珊王朝因阿达希尔的祖父而命名。波斯自古波斯阿契美尼德王朝之后再次统一，被认为是第二个波斯帝国。阿尔达希尔一世开启了一系列经济和军事改革。在400多年的时间，伊朗再次成为一个世界强权，并与邻近的罗马帝国及随后的东罗马帝国互为敌对势力。萨珊帝国的最大疆域包括今天的伊朗、伊拉克、阿塞拜疆、亚美尼亚、格鲁吉亚、阿布哈兹、达吉斯坦、黎巴嫩、约旦、巴勒斯坦、以色列等国全境，阿富汗、叙利亚、巴基斯坦、埃及等国局部，以及中亚和東阿拉伯半島的部分地区。萨珊人称其帝国为Erânshahr，意为雅利安人的领土。
萨珊王朝多次与罗马帝国开战，曾在260年埃德萨战役中俘虏过罗马皇帝瓦勒良。但是萨珊王朝所属的美索不达米亚及其底格里斯河畔右岸的都城泰西封也在283年、297年、361年三次被罗马军队攻占。
萨珊王朝是一个高度中央集权的帝国，以琐罗亚斯德教为国教，全体人民分为教士、军人、文人、和平民四个等级。正统基督教一度被迫害，东方亚述教会（被罗马的基督教正统边缘化的一个教派）则得以发展。
由于对东罗马帝国的连年征战，萨珊王朝对臣民的税额较重，同时加强对宗教的控制，造成暴乱迭起，在629年和642年，两任皇帝遇刺，又同时受到崛起中的阿拉伯帝国的军队的攻击，帝国终于崩溃。
萨珊时期被视为伊朗历史上最重要、最具影响力的时期之一，对世界文明产生了很大影响。在许多方面，萨珊帝国为波斯文明创造了最高成就，而且是接受伊斯兰教之前最后一个伟大的伊朗帝国。波斯在萨珊时期也大大影响了罗马文明，其文化影响远远扩展至其地理边界以外，直抵西欧、非洲、中国和印度，且在欧洲和亚洲中世纪艺术的形成中起到了重要作用。
萨珊的影响也一直传承至穆斯林世界，其独特的贵族政治文化使得伊斯兰的征服和伊朗的灭亡转化为一场波斯文艺复兴。后来被视为伊斯兰文化的建筑、写作以及其他文明贡献中，绝大部分东西都是来自萨珊帝国，并由此而传播至更为广阔的穆斯林世界。
魏晋南北朝时期，中国和波斯间的友好往来较频繁，《魏书》记载，波斯使臣来中国交聘达数十次之多，给北魏皇帝带来的各种礼品，有珍物、馴象等。1970年，在甘肃张掖大佛寺出土了六枚波斯萨珊王朝银币。632年，阿拉伯帝国开始攻打萨珊王朝。651年。萨珊王朝灭亡。萨珊王朝末代君主伊嗣俟三世的儿子卑路斯曾请求唐高宗派兵救援，唐朝遂于661年在今伊朗东部锡斯坦一带设置波斯都督府，但在663年被阿拉伯帝国消灭。

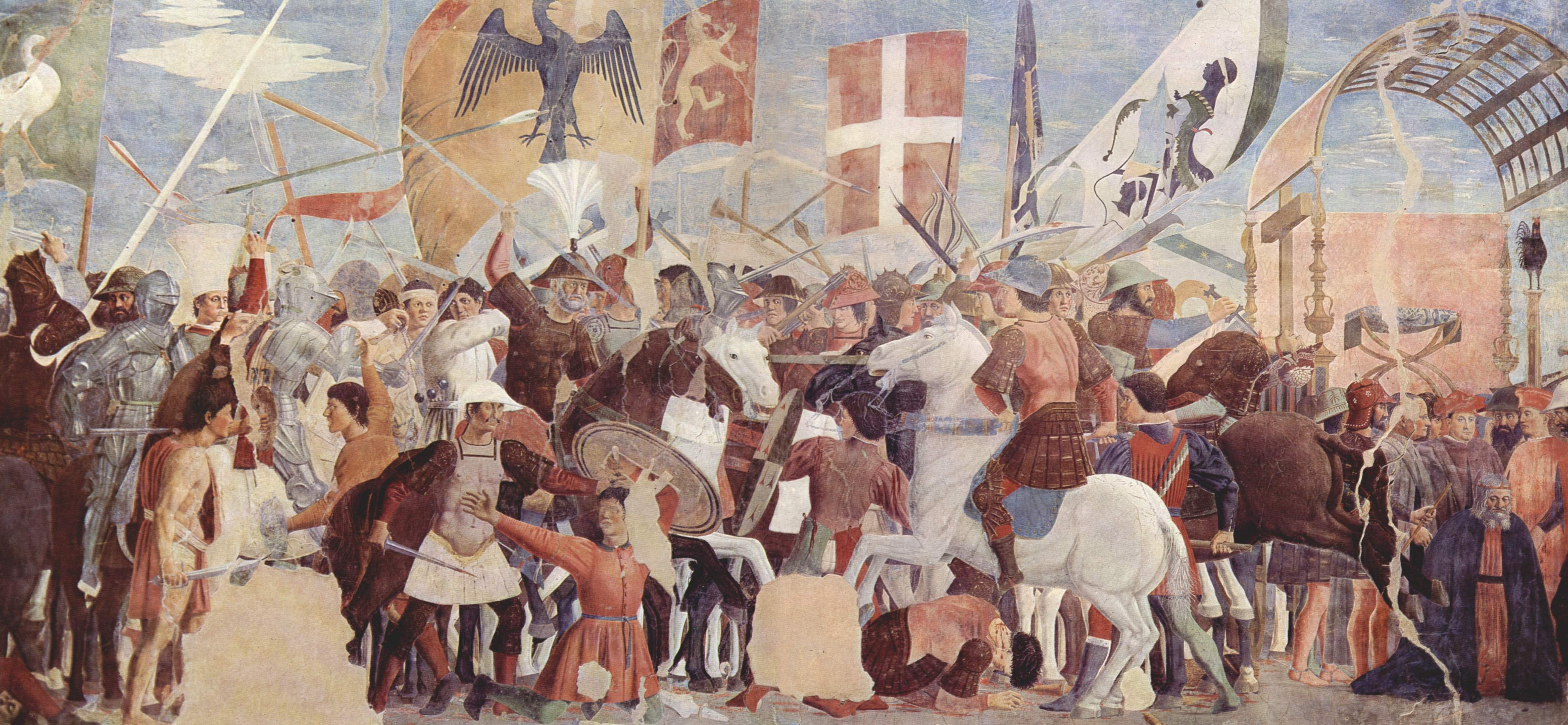
皮耶罗·德拉·弗朗切斯卡创作的壁画（约1452年）：东罗马皇帝希拉克略的军队与库思老二世波斯军队之间的战役

## 中世纪伊朗

### 伊斯兰教早期

#### 伊斯兰对波斯的征服
633年，萨珊国王伊嗣俟三世统治伊朗时期，伊斯兰教四大哈里发的第二位欧麦尔·本·赫塔卜入侵波斯，此时波斯刚结束一场血腥的内战。若干个伊朗贵族投靠了阿拉伯人，转而对抗萨珊君主。
伊嗣俟三世四处逃亡，结果于651年在木鹿城被一名磨坊工人杀死。直至674年，穆斯林已征服大呼罗珊（包括今天伊朗的呼罗珊省、阿富汗以及河中地区的一部分）。
伊斯蘭對波斯的征服结束了萨珊帝国的统治，并最终导致了祆教的衰落。大多数伊朗人逐渐改信了伊斯兰教。先前波斯文明的多数要素并没有被抛弃，而是被新的伊斯兰政权所吸收。正如伯納德·劉易斯所说：

阿拉伯帝国的扩张
穆罕默德统治下的扩张（622–632）
正统哈里发的扩张（632–661）
倭马亚王朝的扩张（661–750）

这些事件在伊朗受到了不同的看待方式：有人将其视为一种祝福、真实信仰的到来、无知和异教徒时代的终结；另一些人则视之为侮辱性的民族失败、外来入侵者对国家的征服。当然这两种观点都是站得住脚的，取决于一个人的视角。

#### 倭马亚王朝（661-750）
倭马亚王朝是由倭马亚家族统治的哈里发国，是阿拉伯帝国的第一个世袭王朝。在伊斯兰教最初的四位哈里发（即所谓“纯洁的哈里发”或“正统哈里发”）的执政的哈里發阿里遭到刺殺後，阿拉伯帝国的叙利亚总督穆阿维叶（即后来的哈里发穆阿维叶一世）建立了這個王朝。从661年至750年，它是穆斯林世界的统治王朝。
倭马亚王朝时代，阿拉伯帝国的对外征服达到了另一个高峰。其疆域最廣闊之時，東至中亞和印度、西至伊比利亞半島，領有整個南地中海沿岸。在蒙古帝國興起前，沒有帝國的疆域比倭马亚王朝更廣闊。
倭马亚王朝的阿拉伯人採用了许多波斯习俗，尤其是行政和宫廷礼仪。阿拉伯各行省的总督无疑都是波斯化的阿拉米人或者波斯人，而且波斯语继续作为哈里发公务用语，直到公元7世纪末期起採用阿拉伯语。首都大马士革自692年开始铸币，新的伊斯兰货币是模仿萨珊货币（以及东罗马货币）而来的，而铸币用的钵罗婆文字就換成阿拉伯字母。
这时的阿拉伯征服者强制推行阿拉伯语作为帝国疆域内被征服民族的第一语言。哈查吉·伊本·优素福不满底萬广泛使用波斯语，命令被征服地区的语言要一律换成阿拉伯语，有时還要藉武力达成。例如，波斯学者比魯尼在《古代遗迹》（From The Remaining Signs of Past Centuries）一书中写到：
当屈底波·伊本·穆斯林在哈查吉·伊本·优素福的统帅下率兵远征花剌子模并第二次征服當地时，他杀死了任何会写花剌子模当地语言、了解花剌子模文化和历史的人，随后他杀死了琐罗亚斯德教的祭司，烧毁和废弃他们的书籍，逐渐地，只有不识字的人活了下来，他们完全不懂書寫，于是他们的历史几乎被遗忘了。
许多历史学家认为倭马亚的统治创立齐米制度，从齐米手中收税，是為了在财政上让穆斯林阿拉伯人受益，並阻止异教徒改信伊斯兰教。当哈里发施行一些有利于转信伊斯兰教的政策时，一些总督对此表示不满，因为财政收入會减少。
公元7世纪，许多非阿拉伯人例如波斯人皈依伊斯兰教，他们被識別為「馬瓦里」，被阿拉伯统治阶级视为二等公民，这状况持续至倭马亚末期。當时，原本伊斯兰教是與阿拉伯民族身份认同相捆绑的，要成為穆斯林就要与一个阿拉伯部落正式联系在一起並接受「馬瓦里」的從屬身份。倭马亚末期選擇宽容非阿拉伯穆斯林和什叶派就只是不大情願的政策，平息不了这些少数族群的动乱。

塔巴里斯坦及其邻近地区的地图

然而，并非整个伊朗都处于阿拉伯人统治下，德莱木地区为德莱木人控制，塔巴里斯坦地区则依次为達布依王朝和帕度式帕尼德王朝统治，德馬峰则受马斯穆罕王朝的统治。阿拉伯人屢次入侵这些地区，但因当地险要地形所限，未能取得决定性战果。達布依王朝最重要的统治者法鲁罕大帝（712 - 728年在位），在面对阿拉伯将军Yazid ibn al-Muhallab的長期征讨下成功维持了其领土的统治，最终阿拉伯人受到德莱木人和達布依王朝联手打击，撤出了塔巴里斯坦。
743年，随着希沙姆一世逝世，伊斯兰世界爆发内战。阿拔斯家族派出阿布·穆斯林前往呼罗珊，起初是在当地进行宣传，后来则起义。他战胜倭马亚总督奈斯尔·伊本·赛耶尔之后攻下梅尔夫，成为呼罗珊的实际首领。同时，達布依王朝的统治者也宣布从倭马亚独立，但很快就被迫承认阿拔斯统治。750年，阿布·穆斯林成为阿拔斯军队的首领，在扎卜河战役中击败了倭马亚，在次年攻占了倭马亚首都大马士革。

#### 阿拔斯王朝（750-1258）及半獨立的伊朗王朝

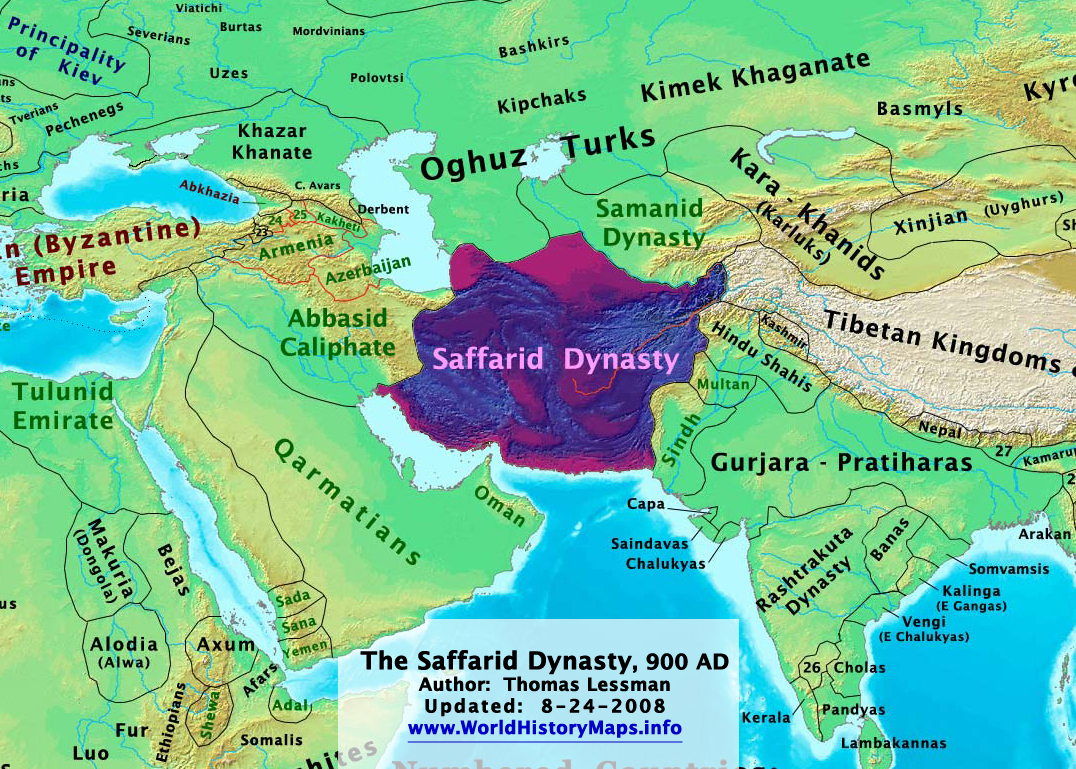
公元900年的薩法里王朝

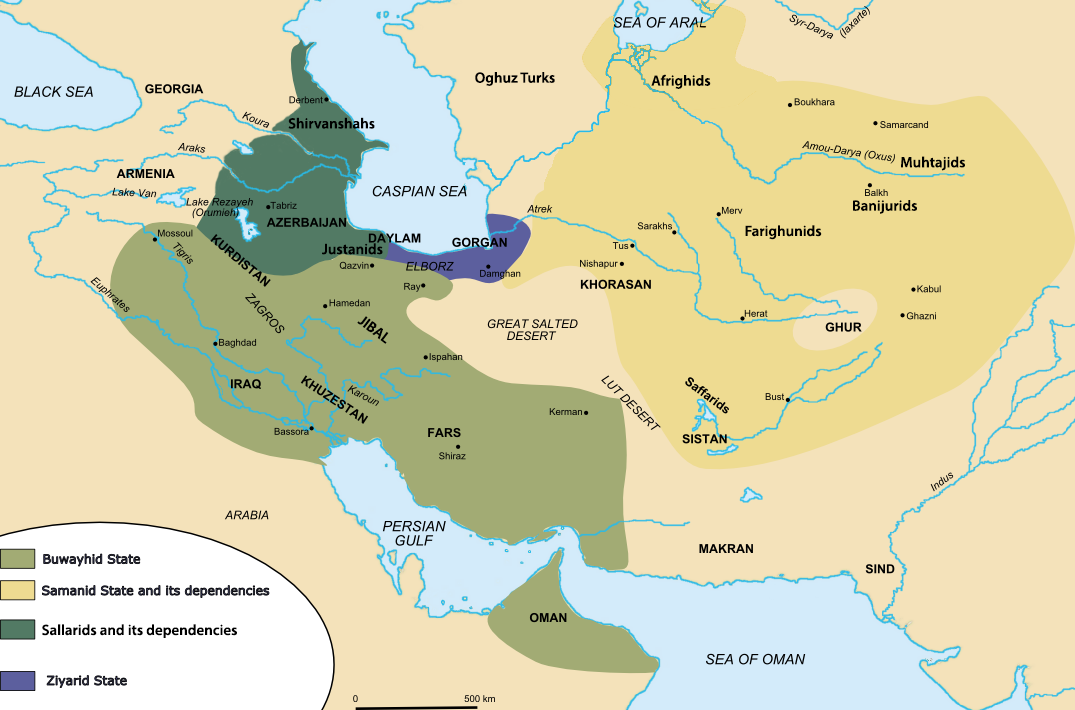
公元10世纪中期的伊朗王朝

阿拔斯的军队主要由呼罗珊人组成，受伊朗将军阿布·穆斯林的统帅。该王朝是伊朗和阿拉伯元素的综合体，且受到了伊朗人和阿拉伯人的双重支持。阿拔斯在750年推翻了倭马亚。根据Amir Arjomand所言，阿拔斯革命从根本上结束了阿拉伯帝国，开启了一个更具包容性的多民族中东国家。
阿拔斯从倭马亚手中夺权之后做出的一项改革是将首都从黎凡特的大马士革迁至伊拉克，而这一地区深受波斯历史和文化的影响，这一迁都之举反映了帝国内部波斯马瓦里与阿拉伯人争夺影响力的状况。巴格达于763年建立于底格里斯河沿岸，随后成为阿拔斯的新首都。
阿拔斯在行政管理中设立了維齊爾一职，相当于“副哈里发”或宰相。这一变革意味着阿拔斯王朝的许多哈里发所扮演的角色比以往更为形式化，而维齐尔则实际掌权。一个新的波斯官僚集团开始取代旧的阿拉伯贵族体系，而整个政府都反映了这些变化，表现出新王朝在诸多方面与倭马亚的不同之处。
这一变化意味着，阿拔斯王朝下的许多哈里发最终扮演了比以往任何时候都更多的礼仪角色，而维齐尔则在掌权。全新的波斯官僚結构开始取代旧的阿拉伯贵族制，整个政府都反映了这些变化，表明新王朝在许多方面都有別于倭马亚王朝。
到了9世纪，随着地区领袖在远离帝国中心的偏远角落纷纷涌现并挑战阿拔斯王朝哈里发的中央权威，阿拔斯的控制开始减弱。阿拔斯王朝的哈里发开始招募“马穆鲁克”，他们是使用突厥语的士兵，早在9世纪就作为奴隶从中亚移居到河中地区。此后不久，阿拔斯哈里发的实權開始减弱；最终，他们淪為宗教领袖，而奴隶士兵則成为实际统治者。

巴巴克·胡拉姆丁是Khurramites的领袖，他是一个虔诚的琐罗亚斯德教徒，领导了波斯人反抗阿拉伯人统治的起义运动。

9世纪，琐罗亚斯德教徒爆发起义，史称胡拉姆起义运动，由波斯的自由抗争者巴巴克·胡拉姆丁领导。巴巴克的伊朗化运动从伊朗西北部阿塞拜疆地区开始，号召人们重新恢复伊朗过去的荣光。这场起义席卷伊朗的西部和中部，持续了二十多年，直到巴巴克被阿拔斯老将軍阿夫辛背叛而戰敗。
随着阿拔斯哈里发权力衰落，伊朗各地涌现了一批王朝，其中一些取得了巨大的影响和权力，最重要的有大呼罗珊的塔希爾王朝（821–873）、锡斯坦的薩法里王朝（861–1003，他们作为锡斯坦的马立克延續统治到1537年）、發源於布哈拉的薩曼王朝（819–1005）等。萨曼王朝最后扩展至伊朗中部和巴基斯坦的广大区域。
到了10世纪早期，面对力量逐渐增强的波斯白益王朝（934–1062），阿拔斯大权旁落。由于阿拔斯政府主要也是由波斯人组成，白益王朝得以在巴格达悄悄掌权。白益人在11世纪中叶被塞尔柱突厥人击败，塞尔柱人继续向阿拔斯王朝施加影响，同时又公开宣誓效忠于阿拔斯。巴格达的权力平衡一直保持不变——即阿拔斯王朝仅在名义上掌权——直到1258年旭烈兀率领的12000蒙古大軍入侵並攻陷这座城市，杀死統治者穆斯台綏木，確切地结束阿拔斯王朝。
在阿拔斯时期，马瓦里享有特权，政治觀念從最初的阿拉伯帝國轉變為穆斯林帝國。约930年颁布的一项法令要求帝国的所有官僚都是穆斯林。

#### 伊斯蘭黃金時代、舒歐比運動及波斯化進程

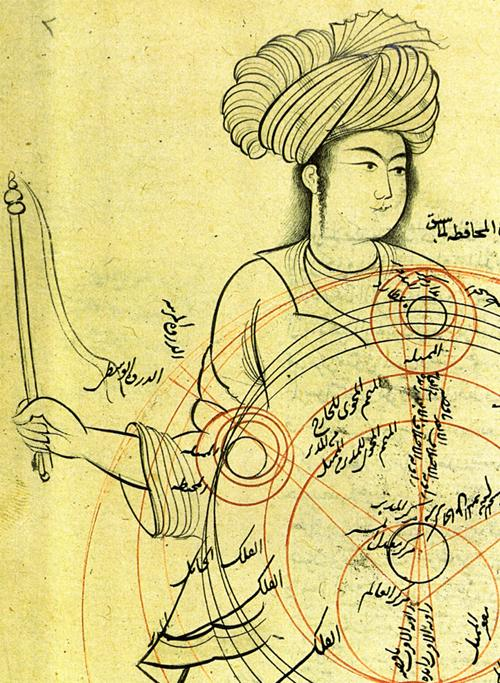
摘自波斯天文学家库特布丁·设拉子（1236–1311）的手稿，描绘的是周转的行星模型

伊斯兰化指一个社区或社会整体向伊斯兰教信仰转变的过程。理查德·布里特的“皈依曲线”显示在以阿拉伯为中心的倭马亚时期仅有约10%的伊朗人皈依了伊斯兰教。在阿拔斯初期，伴随着统治阶层波斯人和阿拉伯人的融合，穆斯林人口占比上升。随着波斯穆斯林在统治集团裡的地位逐渐巩固，穆斯林占比从9世纪初期的40%升至11世纪末期接近100%。Seyyed Hossein Nasr认为这段快速的增长是由波斯人统治集团助推的。
尽管波斯人接受了征服者的宗教，但数个世纪里他们致力于保护和复兴自己的语言和文化，这个过程称为波斯化。阿拉伯人和突厥人也参与其中。
9世纪和10世纪，非阿拉伯人烏瑪创建了一个名为舒乌比耶的思想运动，作为对阿拉伯人特权地位的回应。这项运动的推动者大多数都是波斯人，但也有埃及人、柏柏尔人和阿拉米人。该运动以伊斯兰的种族和民族平等概念为基础，主要注重保存波斯文化和保护波斯人身份認同，尽管是以穆斯林为背景进行的。
萨曼王朝帶來了波斯文化的复兴以及伊斯兰教兴起后第一位重要波斯诗人的出现；鲁达基即出生于这个时期，並深受萨曼国王的赏识。萨曼王朝还复兴了许多个古波斯节日。他们的继承國加兹尼王朝，是非伊朗民族的突厥系民族政權，但也在波斯文化复兴中起到了关键作用。

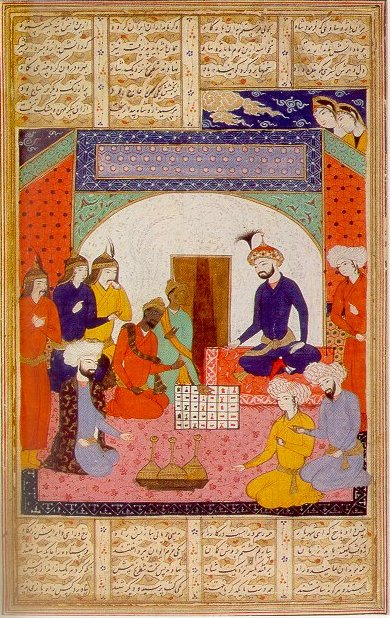
描述一位印度大使将象棋或沙特兰兹从印度带到波斯宫廷的手稿

《列王紀》是波斯化运动的集大成之作，这是几乎完全使用波斯语写成的一部伊朗民族史诗。这部巨著反映了伊朗的古代历史及其独特的文化价值，以及伊斯兰前的琐罗亚斯德教和民族意识。伯納德·劉易斯认为：
伊朗确实被伊斯兰化了，但并未被阿拉伯化。波斯人仍然是波斯人。经过一阵沉寂之后，伊朗又重新成为伊斯兰教内部的一个独立、不同且独特的组成部分，最终甚至为伊斯兰本身增加了一个新的元素。在文化、政治以及最显著的宗教上，伊朗对这种新的伊斯兰文明的贡献具有极其重要的意义。伊朗人的文化成就在每个领域都可以看到，包括阿拉伯诗歌，伊朗诗人用阿拉伯语创作的诗歌对此做出了重大贡献。从某种意义上说，伊朗伊斯兰教是伊斯兰教本身的第二次诞生，这是一种新的伊斯兰教，有时也被称为Islam-i Ajam。正是这种波斯伊斯兰而不是原先的阿拉伯伊斯兰被传播至新的地区与新的民族：传到了突厥人，他們最初在中亚的，后来進入中东，進入后来被称为土耳其的国家；当然也传到了印度。奥斯曼土耳其人将一种伊朗文明带到维也纳的城墙。
伊朗的伊斯兰化使伊朗社会在文化、科学和政治结构上产生了深刻的转变：蓬勃发展的波斯文学、哲学、医学和艺术成为新形成的穆斯林文明的主要元素。几千年文明遗产的传承，还有处于“主要文化高速公路的十字路口”的地理位置，促成了波斯的崛起，并最终进入了“伊斯兰黄金时代”。在此期间，数百名学者和科学家为技术、科学和医学做出了巨大贡献，后来影响了文艺复兴时期欧洲科学的兴起。
几乎所有伊斯兰教派及思想流派中最重要的学者都是波斯人或居住在伊朗，包括什叶派和逊尼派最著名和最可靠的圣训收藏家，如谢赫·萨杜克、谢赫·古来尼、哈基姆·尼沙普里、伊玛目穆斯林，什叶派和逊尼派最伟大的神学家，如谢赫·图西、安薩里、法赫尔·拉齐和扎马赫沙里，还有最伟大的医学家、天文学家、逻辑学家、数学家、形而上学家、哲学家和科学家，例如阿维森纳和纳西尔丁·图西、苏菲派最伟大的谢赫，如鲁米和阿卜杜勒·卡迪尔·吉拉尼。

#### 突厥-波斯王朝

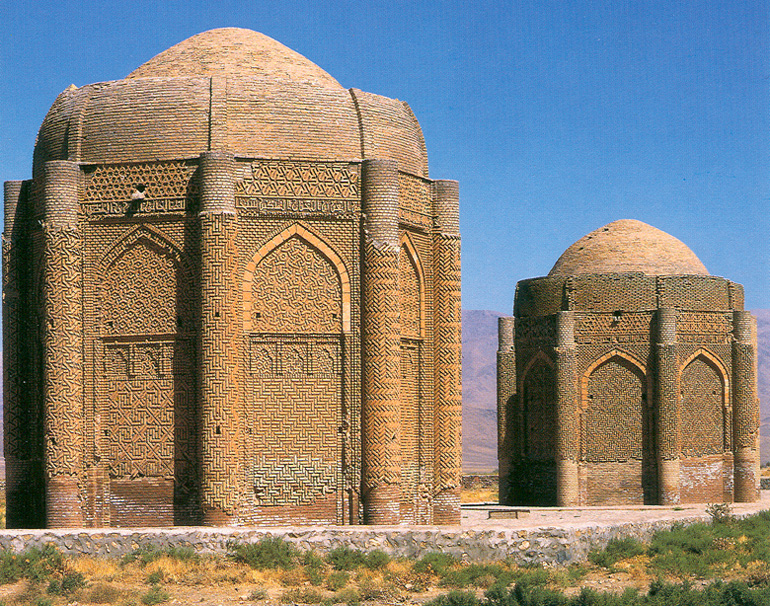
波斯卡拉干塔群，建于1067年，此中为塞尔柱王子的墓穴。

977年，萨曼王朝的一名突厥首领蘇布克特勤征服了加兹尼（今阿富汗），建立了持续至1186年的加兹尼王朝。在十世纪的最后十年，加兹尼王朝逐步占领了阿姆河以南的所有萨曼领土，并最终占领了伊朗东部、阿富汗、巴基斯坦和印度西北部的部分地区。
一般认为加兹尼王朝向印度教为主印度传播了伊斯兰教。加兹尼的统治者马哈茂德于1000年入侵了印度，且维持了若干年。然而，他们未能长期掌权，尤其是在1030年马哈茂德死后。到了1040年，塞尔柱人占领了伊朗加兹尼的领地。
和加兹尼一样，塞尔柱人本质上也是波斯化的突厥人，他们在11世纪慢慢征服了伊朗。该王朝起源于中亚的土库曼部落联盟，标志着突厥人在中东掌权的开始。他们在11至14世纪对中亚和中东部分地区建立了逊尼派穆斯林的统治，创建了一个西至安纳托利亚、东至阿富汗西部、东北部达到中国西部的大塞尔柱帝国，是第一次十字军东征的攻击目标。今天，他们被视为西方突厥民族——即土耳其人和土库曼人——的文化祖先，并且被铭记为波斯文化、艺术、文学和语言的支持者。

塞尔柱帝国最大疆域

塞尔柱帝国的缔造者图赫里勒·贝格率领军队在呼罗珊反抗了加兹尼。他先南下，后往西，一路征服但并不摧毁沿线城市。1055年，巴格达的哈里发给了图赫里勒·贝格长袍、礼物和东方之王的称号。在图格里尔·贝格的继任者马立克沙一世的领导下，伊朗迎来了文化和科学上的复兴，这在很大程度上归功于他杰出的伊朗维齐尔尼札姆·穆勒克。他们建立了天文台，使得歐瑪爾·海亞姆得以研究一个新的历法系统（歐瑪爾·海亞姆还在塞尔柱時期寫下了他的詩集《鲁拜集》），并在所有主要城镇建立了宗教学校。他们将最伟大的伊斯兰神学家之一安薩里和其他著名学者带到了塞尔柱都城巴格达，鼓励和支持他们的工作。
1092年马立克沙去世后，帝国陷入分裂，他的兄弟和四个儿子就帝国的分配问题而争吵不休。在安纳托利亚，马立克沙一世由基利傑阿爾斯蘭一世继任，他建立了罗姆苏丹国；在叙利亚则是马立克沙的兄弟图图什一世；马立克沙的儿子塞尔柱的马哈茂德获得了波斯；另外三个儿子巴爾基雅魯克、穆罕默德一世、艾哈迈德·桑贾尔控制了伊拉克、巴格达和呼罗珊。随着塞尔柱在伊朗的势力减弱，其他王朝开始取而代之，包括复兴的阿拔斯王朝哈里发和花剌子模沙阿。花剌子模王朝是东突厥裔逊尼派穆斯林波斯化王朝，统治中亚，他们最初是塞尔柱人的附庸，但他们利用塞尔柱人的衰落而扩展至伊朗。1194年，花剌子模的塔乞失在战斗中击败了塞尔柱苏丹圖格里爾三世，导致了塞尔柱帝国在伊朗的垮台。在之前的塞尔柱帝国中，只有安纳托利亚的罗姆苏丹国维持了下来。
塞尔柱王朝执政期间一个内部严重威胁来自一个秘密宗派尼扎里伊斯玛仪派，该宗派总部是位于拉什特和德黑兰之间的阿剌模忒堡。他们控制了附近地区达150多年，并偶尔派出信徒通过谋杀重要官员来加强统治。有关英语里刺杀（assassination）一词的各种词源学理论都来自这些杀手。
伊朗西北部的部分地区于公元13世纪初被塔瑪麗女王领导的格鲁吉亚王国征服。

### 蒙古征服和统治（1219–1370）

#### 蒙古入侵（1219–1221）
花剌子模王朝仅持续了几十年。成吉思汗统一了蒙古人，在他的带领下，蒙古帝国迅速向多个方向扩张，直到1218年与花剌子模接壤。这时的花剌子模帝国由阿拉乌丁·摩诃末（1200-1220在位）统治。和成吉思汗一样，阿拉乌丁·摩诃末也企图扩大其领地，并赢得了伊朗大部分地区的服从。他宣布自己为沙阿，并要求阿拔斯王朝哈里发纳赛尔正式承认。当哈里发拒绝他的主张时，阿拉乌丁·摩诃末宣布他的一名贵族为哈里发，并试图废除纳赛尔，但未成功。
1219年，在成吉思汗对花剌子模两次派出的外交使团均遭到屠杀之后，蒙古开始了对伊朗的入侵。在1220-21年间，布哈拉、撒马尔罕、赫拉特、圖斯和尼沙普尔被夷为平地，所有人口惨遭屠杀。花剌子模的沙阿逃亡，最终死在里海沿岸的一个岛上。在1219年入侵河中地区期间，成吉思汗与蒙古主力部队使用了中国特有的弹射器军队进行战斗，并于1220年在河中地区中再次使用。中国可能已使用弹射器投掷了火药炸弹。
成吉思汗征服河中和波斯时，几名熟悉火药的中国人正在蒙古军队中服役。蒙古人入侵伊朗期间，蒙古人使用完全由中国人组成的军团指挥炸弹投弹。历史学家认为，蒙古人的入侵将中国的火药武器带到了中亚，其中之一是火铳。这一时期前后该地区写的书描绘了类似于中国的火药武器。

#### 蒙古人带来的破坏
成吉思汗在1227年去世之前已到达阿塞拜疆西部，沿途掠夺和焚烧城市。
蒙古人的入侵对伊朗来说是灾难性的。尽管蒙古入侵者最终皈依伊斯兰教并接受了伊朗的文化，但蒙古人对伊斯兰核心地带的破坏使得该地区发展方向产生了重大变化。入侵者焚烧图书馆，并用佛教寺庙代替清真寺，这六个世纪的伊斯兰学术、文化和基础设施有许多都被摧毁了。
蒙古人杀死了大量伊朗平民。坎兒井灌溉系统的破坏使得相对连续的定居模式难以为继，造成了许多孤立的绿洲城市。大量人口，尤其是男性遭到杀害；在1220年至1258年间，大规模的人口灭绝和饥荒可能导致伊朗90％的总人口丧生。

#### 伊尔汗国（1256–1335）
成吉思汗死后，伊朗由几名蒙古将帅统治。成吉思汗的孙子旭烈兀受命负责蒙古向西扩张。然而，在他上台时，蒙古帝国已经四分五裂，分为不同的派系。他率领军队在伊朗地区建立了自己的据点，并建立了伊尔汗国，在接下来的八十年里统治伊朗并在此过程中逐渐波斯化。
旭烈兀在1258年占领了巴格达，并杀死了阿拔斯王朝的最后一位哈里发。他的部队向西前进，但1260年在巴勒斯坦阿音札鲁特战役中受阻于马木留克。旭烈兀对穆斯林的征战激怒了已皈依伊斯兰教的金帐汗国可汗别儿哥。旭烈兀和别儿哥的矛盾表明蒙古帝国的一体性正在减弱。
旭烈兀曾孙合贊（1295–1304）的统治将伊斯兰教确立为伊尔汗国的国教。合贊和他著名的伊朗维齐尔拉施德丁给伊朗带来了部分短暂的经济复兴。蒙古降低了工匠的税收，鼓励农业发展，重建和扩大了灌溉工程，并改善了贸易路线的安全性。因此，商业急剧增长。来自印度、中国和伊朗的物品很容易穿过亚洲大草原，这些联系在文化上丰富了伊朗。例如，伊朗人源于美索不达米亚的绘画与羽毛笔和中国其他特征融合，开发出了一种新的绘画风格。然而，在1335年合贊的侄子不賽因去世后，伊尔汗国陷入内战，并分裂为几个小王朝，最著名的是札剌亦兒王朝、莫扎法爾王朝和卡爾提德王朝。
14世纪中叶的黑死病导致该国约30％的人口死亡。

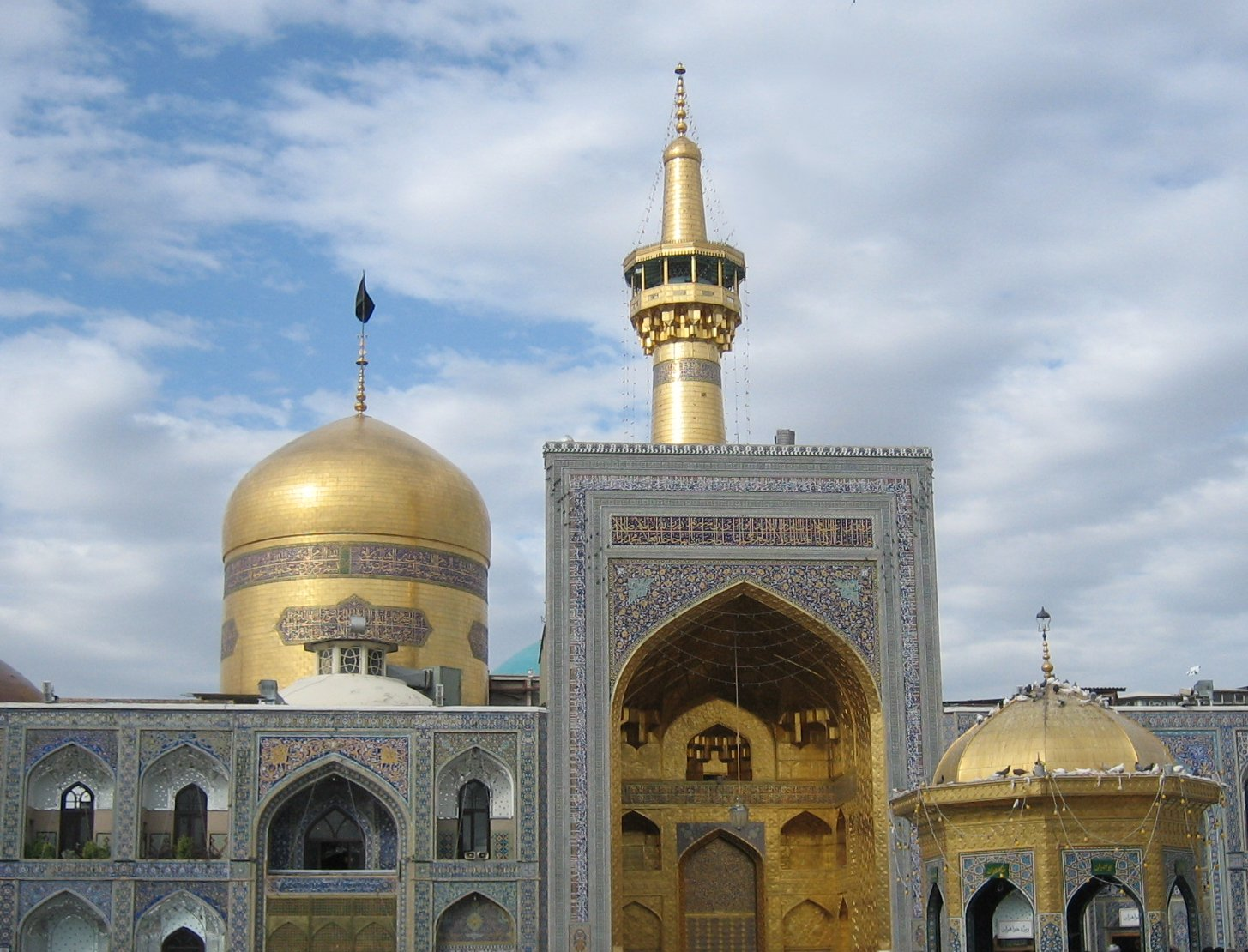
伊玛目礼萨圣陵，十二伊玛目派第八位伊玛目的陵寝

#### 薩非王朝之前的遜尼派與什葉派
在萨法维帝国崛起之前，逊尼派伊斯兰教是占主导地位的宗教，约占当时人口的90％。根据Mortaza Motahhari的说法，直到萨法维时代，大多数伊朗学者和群众仍然是逊尼派。逊尼派的统治并不意味着什叶派在伊朗是无根的。《什叶派四经》的作者以及许多其他什叶派的大学者是伊朗人。
在伊斯兰教最初的九个世纪，伊朗宗教史的主要特征是逊尼派的统治。但有一些例外，例如塔巴里斯坦的宰德派（参见阿拉菲德王朝）、白益王朝、卡庫伊德王朝、完者都的统治等。
首先，在九个世纪中伊朗的许多逊尼派教徒都存在什叶派倾向；其次，十二伊玛目派和宰德派在伊朗某些地区盛行。在此期间，伊朗的什叶派兴盛于库法、巴格达还有后来的納杰夫和希拉。什叶派是塔巴里斯坦、库姆、卡尚、阿瓦吉和薩卜澤瓦爾的主要教派。在许多其他地区，什叶派和逊尼派的居民混居在一起。
10世纪和11世纪，法蒂玛王朝派遣伊斯玛仪派传教士到伊朗以及其他穆斯林地区。伊斯玛仪派分为两个派别，尼扎里伊斯玛仪派在伊朗建立了自己的根据地，哈桑·沙巴于公元1090年占领了阿剌模忒堡。尼扎瑞斯（Nizaris）派长期使用这个堡垒，直到1256年蒙古人将其摧毁。
蒙古入侵和阿拔斯王朝沦陷后，逊尼派等级制度摇摇欲坠。他们不仅失去了哈里发，还失去了官方麦兹海布。他们的损失却是什叶派的收获，什叶派的宗教中心当时不在伊朗。在此期间，出现了几个什叶派小王朝。
主要变化发生于16世纪初，伊斯玛仪一世建立了萨法维王朝并发起了一项宗教政策，将什叶派伊斯兰教确立为萨法维的正式宗教，今天伊朗的国教依然是什叶派。

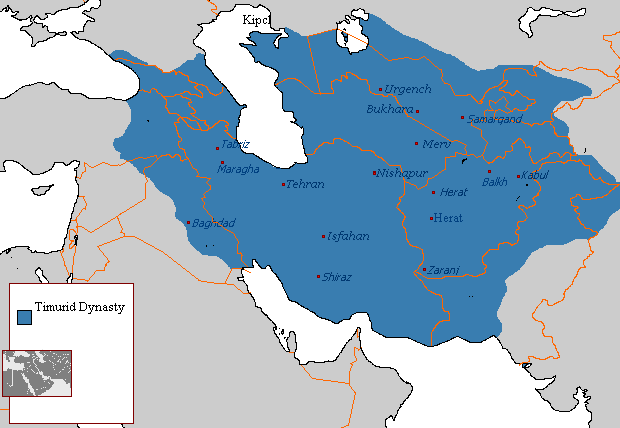
帖木儿帝国地图

### 帖木兒帝国与黑羊、白羊王朝

#### 帖木兒帝国（1370–1507）
伊朗的分裂状态一直持续到帖木儿的出现，帖木儿是伊朗化的突厥-蒙古人。与此前的帝国一样，帖木儿帝国也是波斯化世界的一部分。在河中地区建立势力基地后，帖木儿于1381年入侵伊朗，并最终征服了伊朗大部分地区。帖木儿的征战行动以残酷而闻名，许多人被屠杀，数座城市被摧毁。

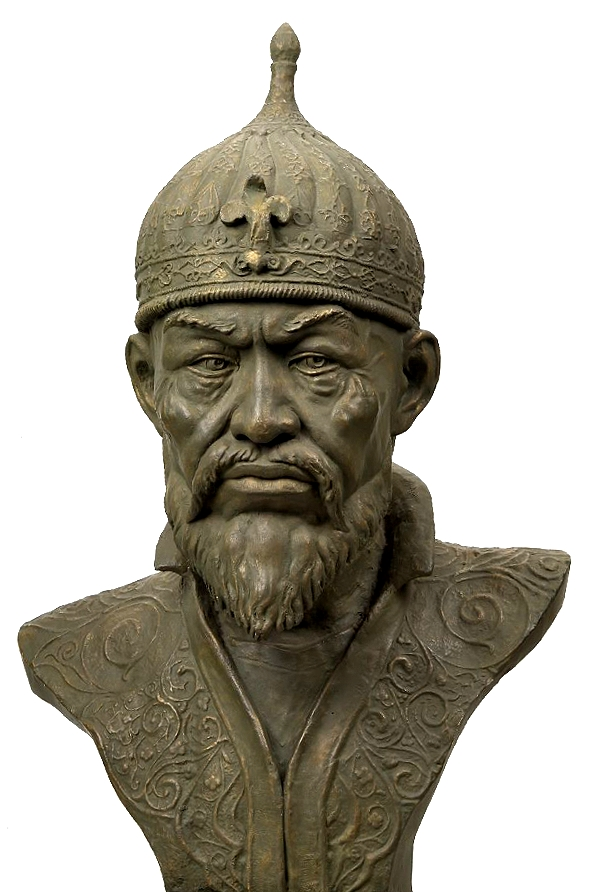
从颅骨重建突厥-蒙古征服者帖木儿的面部

帖木儿政权的特点是暴力和血腥，但他也将伊朗人纳入行政职务，并促进了建筑和诗歌创作。他的继任者帖木儿王朝保持了对伊朗大部分地区的控制权，直到1452年他们将其中的大部分败给了黑羊王朝土库曼人。1468年，烏尊哈桑领导下的白羊王朝土库曼人（Black Sheep Turkmen）征服了黑羊土库曼人，成为伊朗的主人，直至萨法维的崛起。
1405年到1433年，明朝永乐帝派遣郑和组织船队下西洋，多次到达帖木儿帝国。郑和在斯里兰卡（锡兰）立的石碑用中文、泰米尔语、波斯语三种文字写成。阿拉伯语和波斯语在明朝穆斯林的经堂教育中广被使用。

#### 黑羊王朝
黑羊王朝是于1374至1468年统治伊朗西北部及其周边地区烏古斯突厥人。黑羊王朝曾短暂征服巴格达，但随着内部派系斗争、帖木儿王朝的重创、亚美尼亚人的起义以及与白羊王朝斗争的失败，最终导致了他们的灭亡。

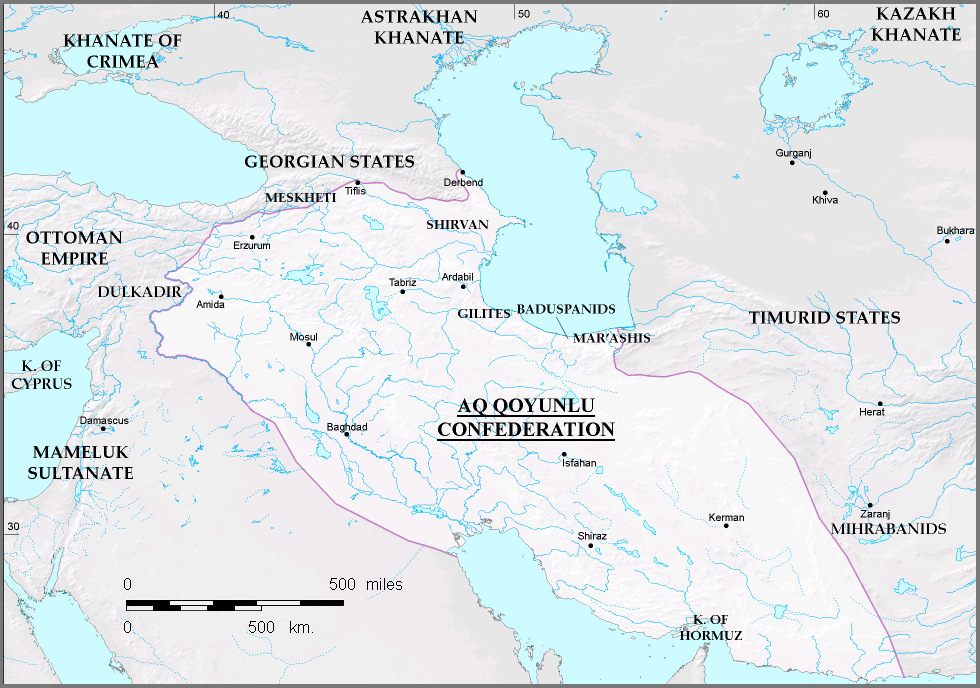
白羊王朝最大疆域

#### 白羊王朝
白羊王朝是一个逊尼派穆斯林烏古斯突厥人部落联盟，于1378至1501年间统治伊朗大部分及其周边地区。帖木儿将上美索不达米亚的部分地区赠予给白羊王朝。尽管在与黑羊王朝的斗争中占上风，但最终白羊王朝灭亡于萨法维帝国。

## 近代（1502年-1925年）

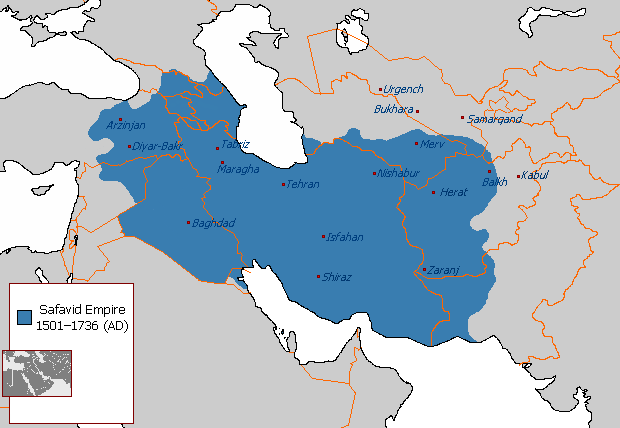
萨非王朝最大疆域

萨法维王朝（1502-1736年）治下波斯文明得到复兴，其中最著名的统治者是阿拔斯一世。一些历史学家将现代伊朗民族国家的建立归功于萨法维王朝。伊朗的什叶派主导地位以及现代伊朗一大部分边界都源于这个时代（例如《佐哈布條約》）。

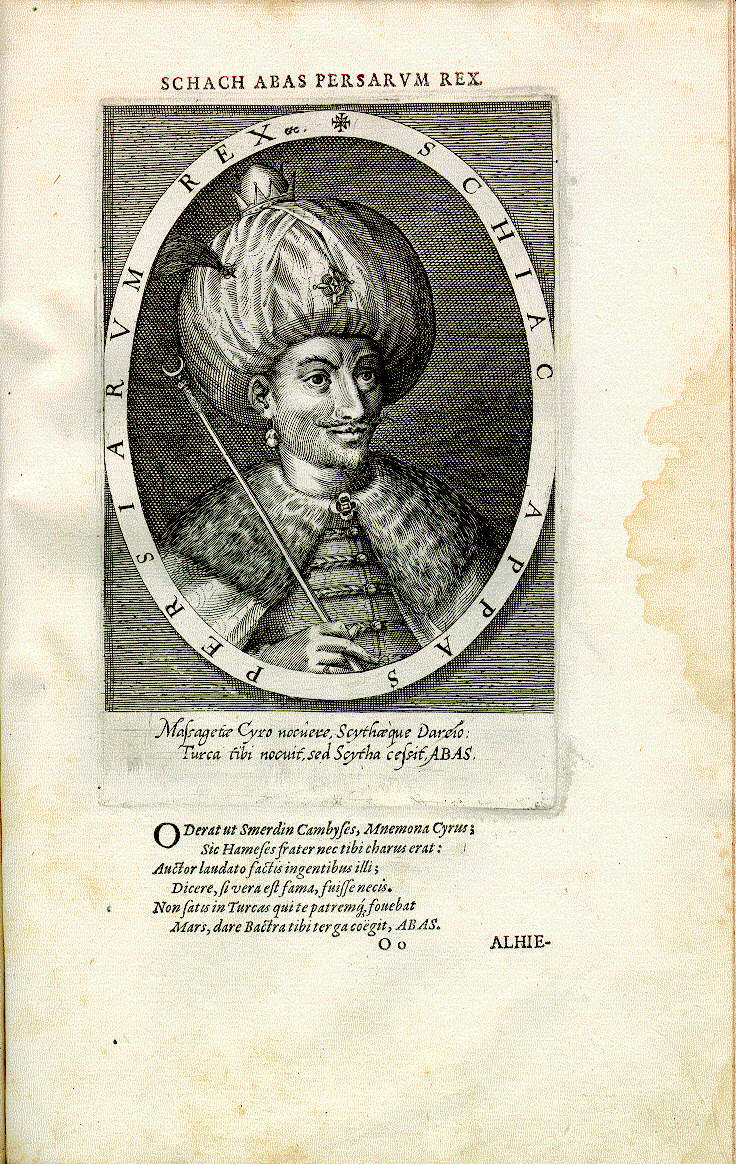
萨非王朝的阿拔斯一世，由意大利画家Dominicus Custos所作

在萨非王朝时期，波斯得到复兴。

### 薩非王朝（1502年–1736年）
萨非王朝（又译萨法维王朝）是波斯历史上最重要的统治王朝之一，“通常被认为是现代波斯历史的开端”。这是穆斯林征服波斯之后最大的波斯帝国之一，建立了什叶派伊斯兰教十二伊玛目派作为其帝国的官方宗教，标志着穆斯林历史上最重要的转折点之一。萨法维王朝从1501年至1722年统治伊朗（在1729年至1736年间经历了短暂的复辟），在其鼎盛时期控制了整个现代伊朗、阿塞拜疆和亚美尼亚，格鲁吉亚大部分地区，北高加索、伊拉克、科威特、阿富汗、土耳其、叙利亚、巴基斯坦、土库曼斯坦和乌兹别克斯坦的部分地区。萨法维伊朗与主要竞争对手和敌人奥斯曼帝国以及莫卧儿帝国并称伊斯兰世界三大火药帝国。
萨法维王朝由伊斯玛仪创立，他自称伊斯玛尔一世沙阿。伊斯玛仪受到奇茲爾巴什（什叶派土库曼民兵）追随者的崇拜，他入侵希爾凡为他父亲Shaykh Haydar的死报仇，后者在达吉斯坦围困傑爾賓特期间被杀。此后，他进行了军事征服行动，在1501年7月占领大不里士后，称自己为伊朗沙阿，用这个名字铸币，并宣布什叶派为官方宗教信仰。
尽管起初只是阿塞拜疆和达吉斯坦南部的统治者，但萨法维实际上赢得了波斯的权力斗争，此前黑羊王朝和白羊王朝等政治势力之间进行了近一个世纪的斗争。在大不里士胜利一年后，伊斯玛仪宣布波斯大部分地区为其领土，在他的统治下迅速占领并统一了伊朗。此后不久，新的萨法维帝国迅速征服了各个方向的地区、国家和人民，包括亚美尼亚、阿塞拜疆、格鲁吉亚的部分地区，美索不达米亚（伊拉克）、科威特、叙利亚、达吉斯坦、阿富汗的大部分地区，土库曼斯坦的部分地区和安纳托利亚的大块土地，奠定了该帝国多民族特征的基础，这一点将极大影响帝国本身（尤其是高加索地区及其民族）。
伊斯玛仪一世的儿子及继承者塔赫玛斯普一世，多次入侵高加索并将该地区纳入萨法维帝国，并维持了数个世纪的统治，开始将成千上万的切尔克斯人、格鲁吉亚人、亚美尼亚人驱逐至伊朗核心地带。最初，塔赫玛斯普只关注皇室后宫、皇家卫队和帝国其他较小的部分，后来他相信可以通过创造一个新的阶层并使其融入伊朗社会来削弱奇茲爾巴什的力量。正如《伊朗百科全书》所述，“对于塔赫玛斯普来说，这个问题围绕着帝国的军事部落精英集团——奇兹尔巴什。他们相信，与萨法维家族的一员在物质上的接近和控制可以保证他们获得精神优势、政治财富和物质进步。随着伊朗社会出现来自高加索的新阶层，奇兹尔巴什（其职能与邻国奥斯曼帝國的加齊很相似）的力量将受到质疑乃至完全削弱，因为社会将完全由精英统治。
沙阿阿拔斯一世和他的继任者们大大扩展了这个由塔赫玛斯普发起的政策和计划，仅在他统治期间就驱逐了约20万格鲁吉亚人、30万亚美尼亚人和10 - 15万切尔克斯人到伊朗，为伊朗社会新阶层的形成奠定了基础。有了这一点，再加上他亲手造成的奇茲爾巴什系统的完全瓦解，他最终成功地利用高加索人的力量完全取代了奇茲爾巴什。这个来自高加索的阶层（所谓古拉姆/غِلْمَان/“仆人”）,几乎全部皈依什叶派，与奇茲爾巴什不同，他们只对沙阿效忠。其他大量的高加索人被安排在帝国的所有其他可能的职能和位置上，包括后宫、军队、工匠、农民等等。这种大规模使用高加索臣民的制度一直存在，直到恺加王朝的覆灭。

Rustam Khan，1633–1658年任东格鲁吉亚卡尔特利王国的首领

萨法维王朝最伟大的君主阿拔斯一世（1587-1629年在位）于1587年掌权，年仅16岁。1598年，阿拔斯一世首次与乌兹别克人交战，夺回了他的前任穆罕默德·科達班達在奥斯曼-萨法维战争中失去的赫拉特和馬什哈德。随后，他转而进攻奥斯曼帝国——萨法维的主要对手，到1618年，他重新夺回了巴格达、伊拉克东部和高加索各省以及其他地区。1616-1618年间，在他最忠实的格鲁吉亚附庸违抗命令之后，阿拔斯一世在其格鲁吉亚领土上实施了一场惩罚性的军事行动，摧毁了卡赫蒂和第比利斯，并将13万到20万格鲁吉亚俘虏带往伊朗本土。在此之前，1600年前后，波斯出使歐洲，在英国人罗伯特·谢利和其他欧洲人的帮助下，萨法维的军队取得了大幅进步，在此前所述的1603-1618战争中击败了萨法维的主要对手奥斯曼帝國，并在军事力量上超过了奥斯曼帝國。1602年，在英国海军的帮助下，他还在波斯湾用新的军事力量将葡萄牙人从巴林（1602年）和霍尔木兹（1622年）驱逐出去。
他还与荷兰东印度公司扩展了商贸联系，与欧洲王室也建立了紧密的关系，这一进程开始于之前伊斯玛仪一世统治下哈布斯堡-波斯同盟的形成。因此阿拔斯一世得以摆脱对奇茲爾巴什的军事依赖，并实现中心集权的统治。
萨法维帝国在伊斯玛仪沙阿时期就已成为一个强国，但在阿拔斯一世时期则更是成为世界强权，并有能力与奥斯曼帝国一决高下。萨法维还开始推广伊朗的旅游业。在他们的统治下，波斯建筑重新焕发生机，许多纪念碑在各大伊朗城市里竖立起来，其中最典型的例子是伊斯法罕。
除了阿拔斯一世沙阿、伊斯玛仪一世沙阿、塔赫玛斯普一世沙阿和阿拔斯二世以外，许多萨法维统治者都昏庸无能的，往往对他们的女人、酒和其他休闲活动更感兴趣。1666年阿拔斯二世统治的结束，标志着萨法维王朝衰落的开始。尽管财政收入下降且面临军事威胁，许多沙阿还是过着奢侈的生活，其中最典型的要数嗜酒且不理朝政的索尔坦·侯赛因沙阿（1694-1722）。
这个衰落中的国家屡遭边界领土危机。名为米爾維斯·霍塔克的普什图吉尔吉酋长在坎大哈叛乱，击败了伊朗格鲁吉亚首领喬治十一世率领的萨法维军队。1722年，与波斯毗邻的俄罗斯帝国的沙皇彼得大帝发动了波斯战争（1722年至1723年），占领了伊朗的许多高加索地区，包括傑爾賓特、舍基、巴库以及吉兰、马赞德兰和阿斯塔拉巴德。同年1722年，由米爾維斯·霍塔克的儿子馬哈茂德·霍塔克率领的阿富汗军队跨过伊朗东部，围困并占领了伊斯法罕。馬哈茂德·霍塔克自称波斯沙阿。同时，波斯的对手——奥斯曼和沙俄——利用波斯的混乱局面夺取了更多领土。经过以上事件，萨法维王朝的统治实际上已经结束。1724年，遵照君士坦丁堡條約（瓜分波斯条约），奥斯曼人和俄国人分割了他们从波斯手中获得的领土。

### 阿夫沙尔王朝 - 納迪爾沙及其繼承者

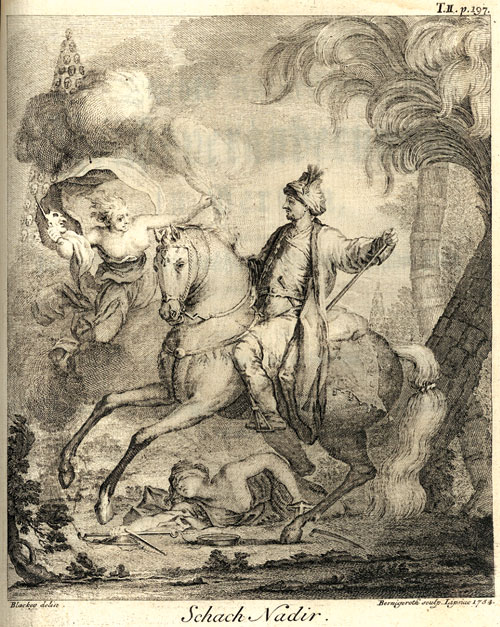
納迪爾沙

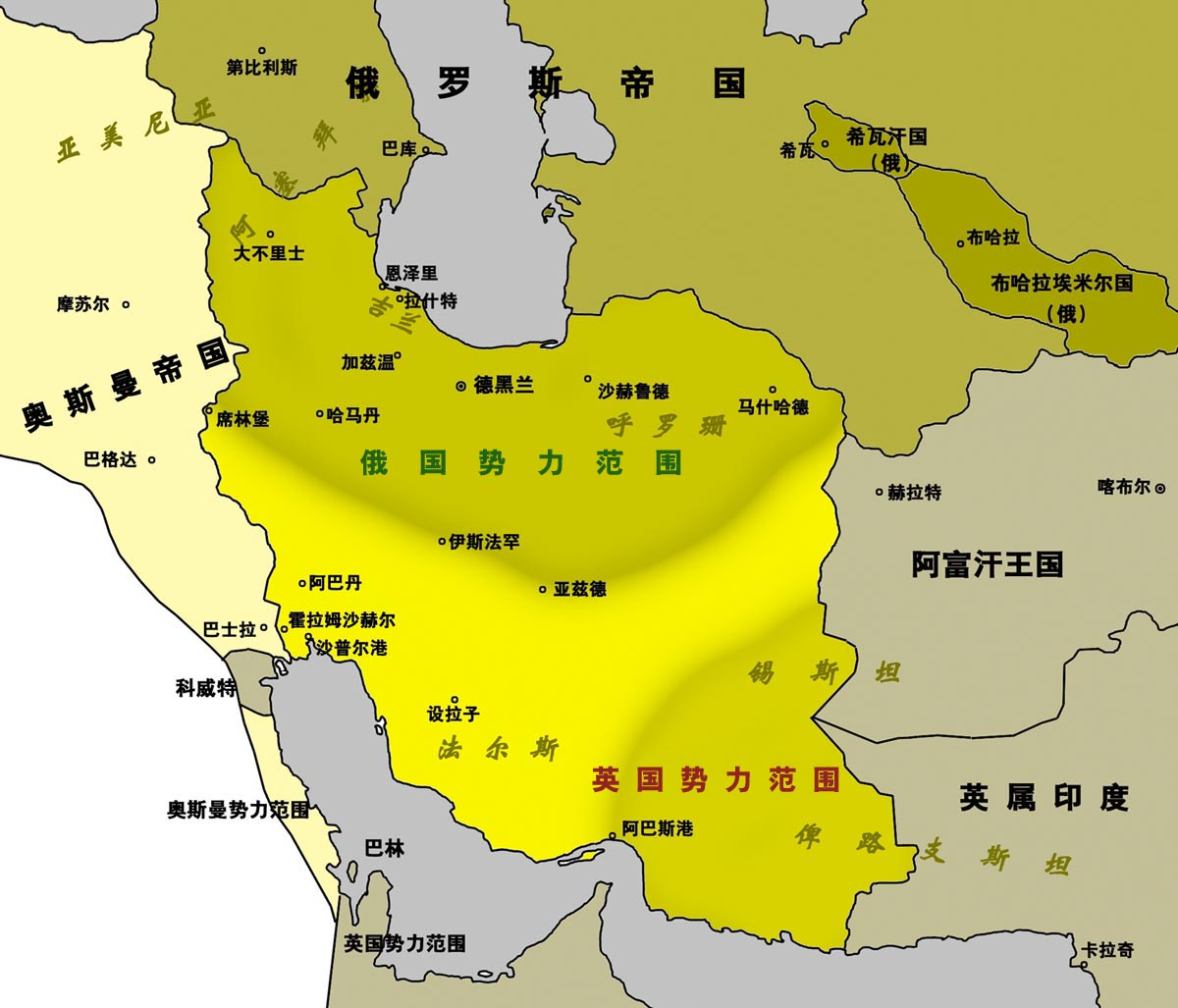
1907年英俄协议之后的波斯

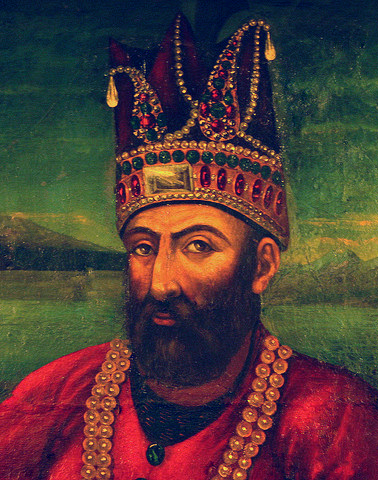
納迪爾沙

来自呼罗珊的伊朗本土的突厥军阀纳迪尔沙恢复了伊朗的领土完整，他击败并放逐了阿富汗人，战胜了奥斯曼帝国，将萨法维君主重新扶持上王位，通过拉什特条约和占贾条约与俄罗斯协商并使其撤离伊朗高加索地区。1736年，纳迪尔沙的权势足够强大，使他能够罢黜萨法维并将自己加冕为国王。纳迪尔沙是亚洲最后的伟大征服者之一。为了能在经济上支持与波斯的主要对手奥斯曼帝国的战争，他将目光投向了东部虚弱但富裕的莫卧儿帝国。1739年，他与效忠于他的高加索人一起入侵印度莫卧儿王朝，在不到三个小时的时间内以少胜多击败了莫卧儿王朝军队，并彻底洗劫和掠夺了德里，将巨大的财富带回了波斯。在返回途中，他还征服了除浩罕以外的所有乌兹别克汗国，使乌兹别克人成为他的附庸。他重新确立了波斯对整个高加索、巴林以及安纳托利亚和美索不达米亚大部分地区的牢固统治。多年无一败绩之后，为镇压列茲金人游击队起义，他在达吉斯坦遭遇战失败，此外他在马赞德兰附近逃脱了暗杀，这些事件通常被视为纳迪尔沙军旅生涯的转折点。令他沮丧的是，达吉斯坦人采取了游击战，使得纳迪尔沙和他的常规部队几乎无法取得进展。在安达拉尔战役和阿瓦里亚战役中，纳迪尔沙的军队遭遇惨败，他损失了一半的兵力，并被迫逃往深山。尽管纳迪尔沙设法占领了达吉斯坦的大部分地区，但列兹金人有效的游击战、还有阿瓦尔人和拉克人使得伊朗这次对北高加索地区的重新占领非常短暂。几年后，纳迪尔沙被迫撤出。大约在同一时间，刺客在马赞德兰附近试图暗杀他，这一事件也加速了历史进程。他身体逐渐变差，患上了狂妄症，由于怀疑是他的儿子谋划了刺杀事件而弄瞎了儿子的眼睛，越来越残忍地虐待他的臣民和军官。在他的晚年，这一切终于引发了多次起义，最后导致纳迪尔沙于1747年被暗杀。
纳迪尔沙死后，伊朗陷入一段时间的无政府状态，敌对的将帅为争取权力而战。纳迪尔沙的家族阿夫沙尔王朝很快便只能控制呼罗珊的一个小地方。许多高加索汗国纷纷独立。奥斯曼帝国重新夺回了安纳托利亚和美索不达米亚的失地。阿曼以及两个乌兹别克汗国布哈拉汗国和希瓦汗国重获独立。艾哈迈德沙·杜兰尼建立了一个独立的国家，最终成为今天的阿富汗。纳迪尔沙任命的卡赫蒂国王和卡尔特利国王（分别为Erekle II和Teimuraz II）利用局势的不稳定宣称独立；Teimuraz II死后，Erekle II控制了卡赫蒂，从而将两个王国合并为卡爾特利-卡赫蒂王國，成为三个世纪以来第一个在东格鲁吉亚实现政治统一的格鲁吉亚君主，而且在赞德王朝时期利用伊朗本土纷乱的局势保持了自治地位。赞德王朝的卡里姆汗在其首都设拉子统治着一个“在充满血腥和破坏性时期的相对稳定与和平的岛屿”，然而赞德的权力范围仅限于当代的伊朗和部分高加索地区。1779年卡里姆汗的去世引发了又一次内战，卡扎尔王朝最终取得胜利，成为伊朗国王。内战期间，伊朗于1779年和1783年分别永久失去了巴士拉（奥斯曼帝国获得）和巴林（阿勒哈利法家族获得）。

### 卡扎爾王朝（1796–1925）

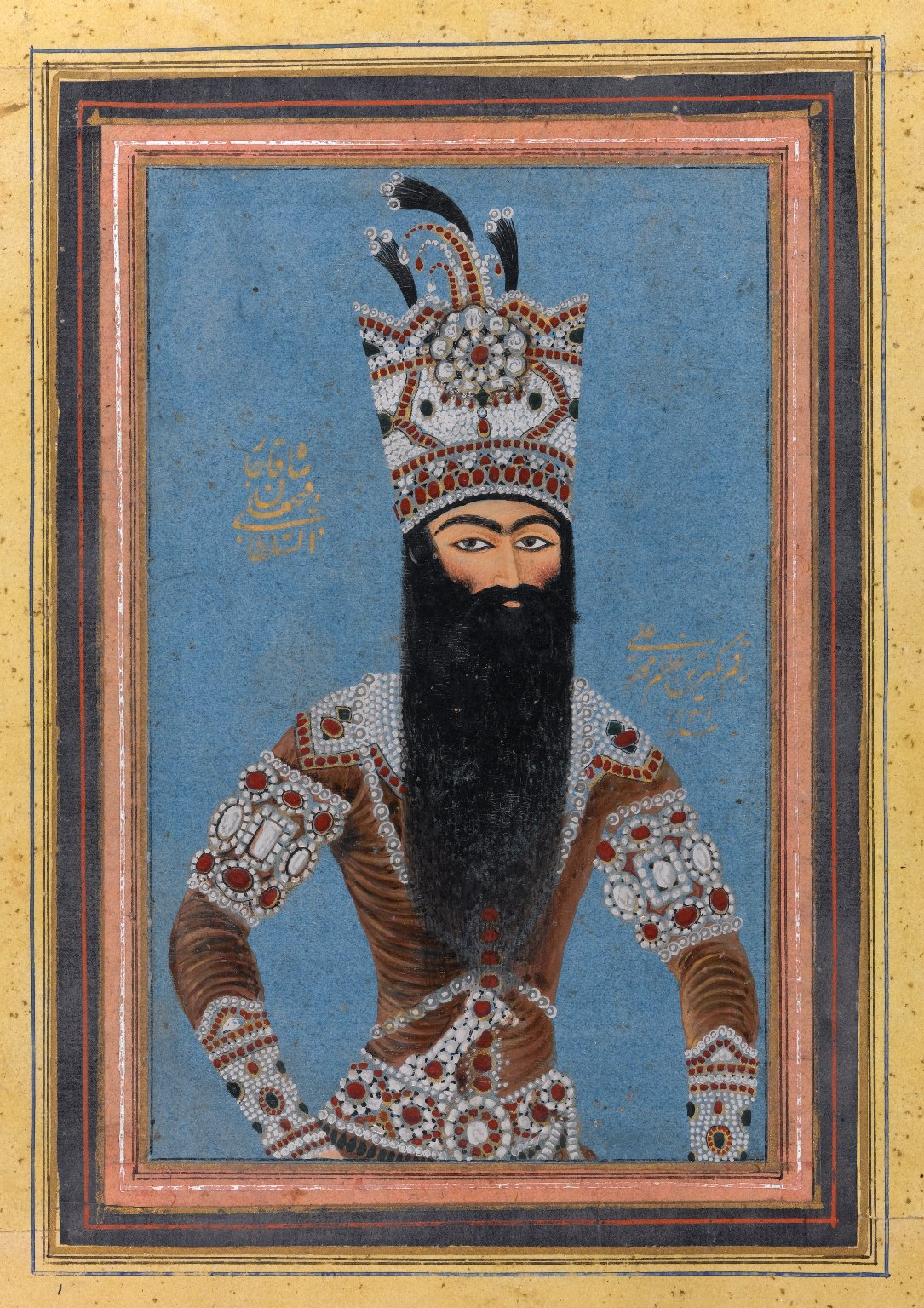
法特赫-阿里沙阿的肖像，作者Mihr 'Ali，藏布鲁克林博物馆
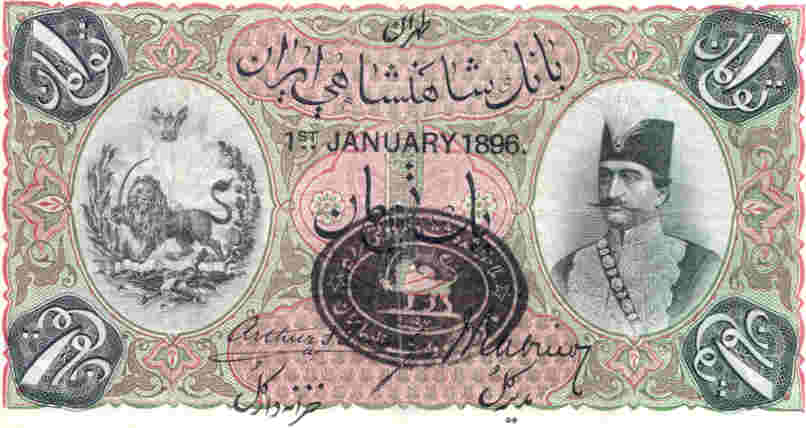
卡扎尔时代印有納賽爾丁沙阿的纸币
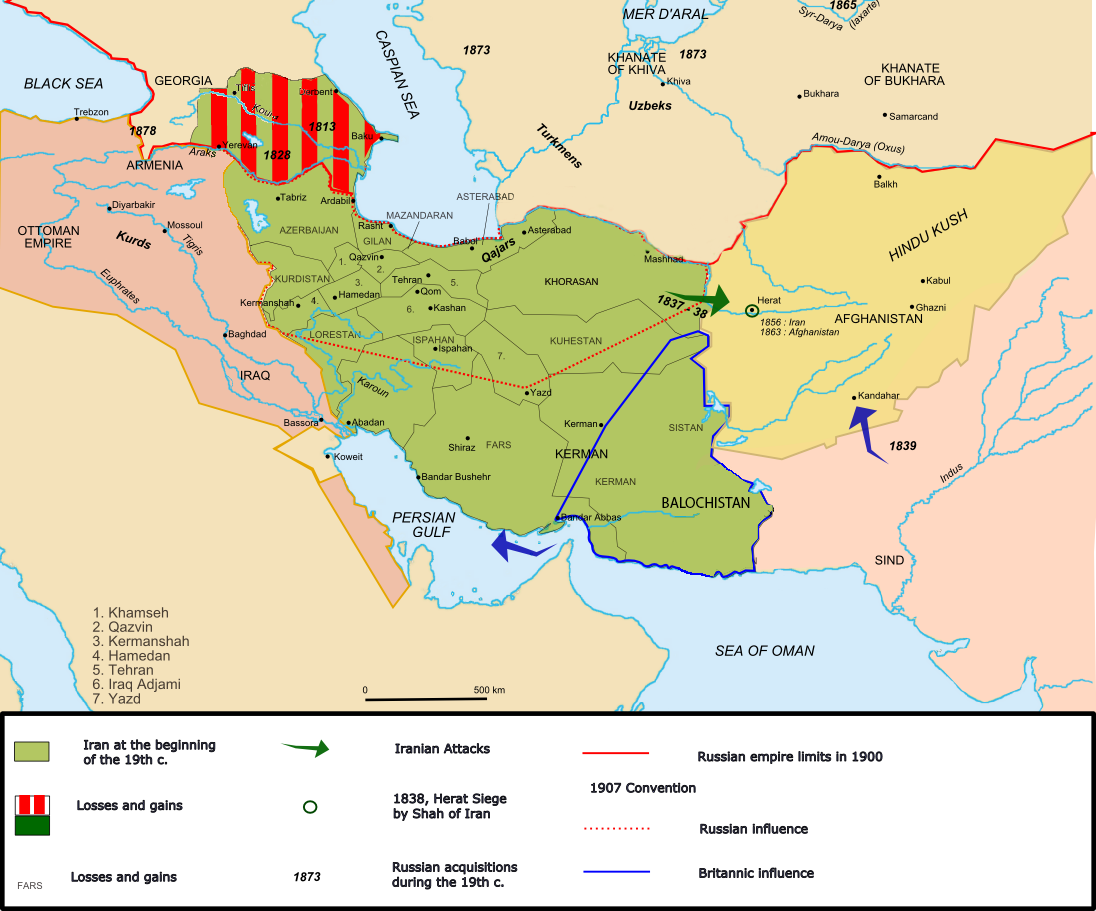
19世纪卡扎尔王朝统治时期伊朗地图
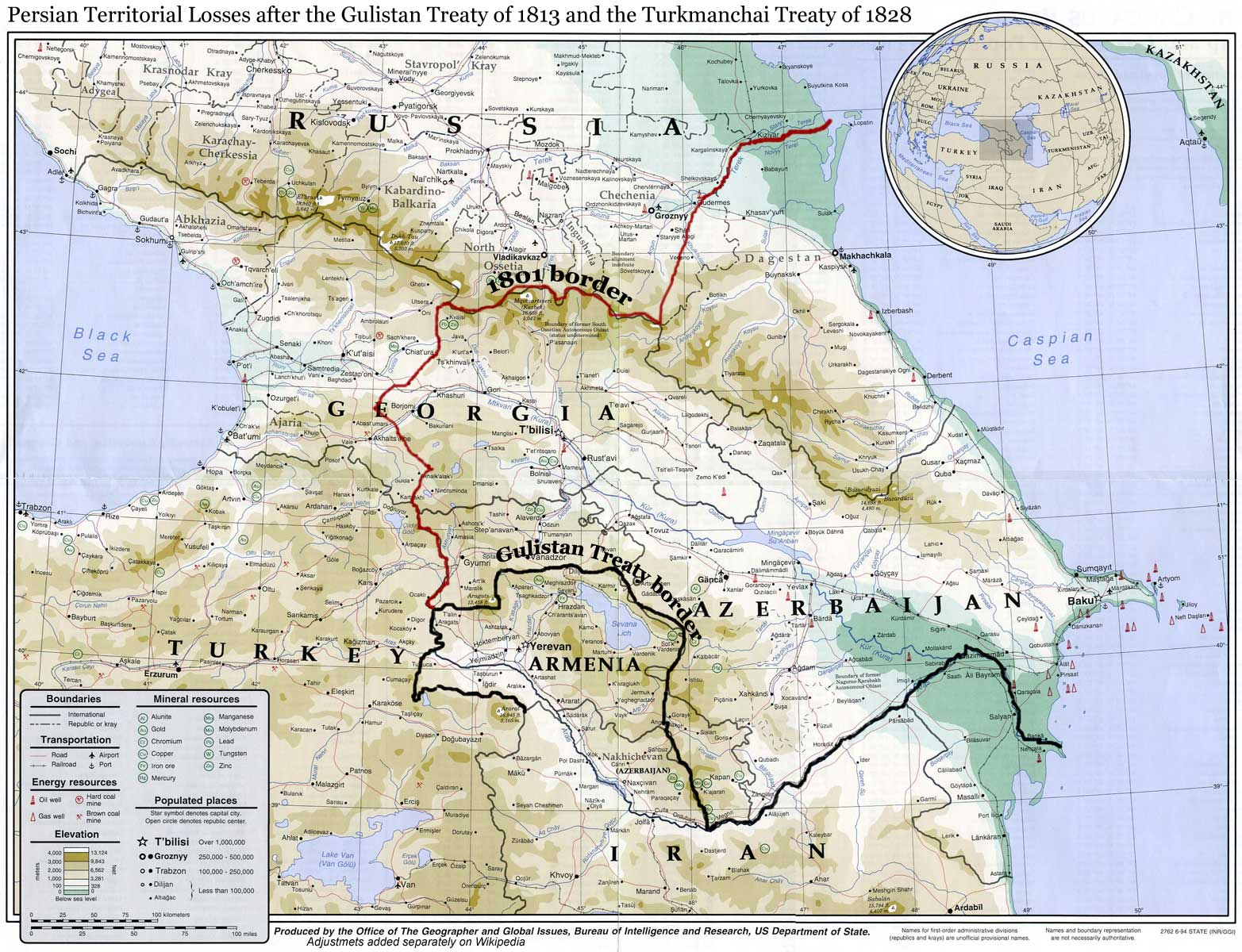
19世纪俄罗斯-波斯战争之后，伊朗西北部边境变化地图，包括今天的格鲁吉亚、达吉斯坦、亚美尼亚和阿塞拜疆

阿迦·穆罕默德汗在赞德王朝结束后开始的内战中取得了胜利。他的统治以复兴统一的伊朗而闻名。纳迪尔沙和最后的赞德君主死后，伊朗的大多数高加索领土都分裂成各种高加索汗国。阿迦·穆罕默德汗像萨法维国王和纳迪尔沙一样，认为该地区与伊朗本土没有什么不同。因此，他在夺取伊朗本土后的第一个目标是将高加索地区重新纳入伊朗。格鲁吉亚被视为伊朗不可分割的领土之一。对于阿迦·穆罕默德汗而言，将格鲁吉亚重新征服并融入伊朗王国，与将设拉子、伊斯法罕和大不里士置于他统治之下属于同一过程。正如《剑桥伊朗史》所言，格鲁吉亚的永久分裂是不可想象的，必须用抵抗法尔斯或吉兰分离企图相同的方式加以抵抗。因此，阿迦·穆罕默德汗很自然地在高加索地区采取一切必要手段，以征服纳迪尔沙和赞德家族死后失去的地区并使其重新融入社会，包括平定伊朗人视为叛国的格鲁吉亚首领Erekle II，他曾经正是被纳迪尔沙本人任命为首领。
阿迦·穆罕默德汗随后要求Erekle II放弃其与俄罗斯在1783年签订的乔治亚夫斯克条约，再次承认波斯宗主权，以换取其国家的和平与安全。伊朗的邻国奥斯曼帝国四个世纪以来首次承认后者对卡爾特利-卡赫蒂的主权。于是Erekle II向他理论上的保护者俄罗斯叶卡捷琳娜二世求助，要求至少3,000名俄罗斯军队，但他的请求被忽略了，使得格鲁吉亚不得不独自抵御波斯的威胁。尽管如此，Erekle II仍然拒绝了波斯国王的最后通牒。阿迦·穆罕默德汗遂跨越阿拉斯河，入侵高加索地区，在前往格鲁吉亚的途中，他再次征服了伊朗的葉里溫汗國、希尔凡、納希切萬汗國、占贾汗国、杰尔宾特、巴庫汗國、塔雷什汗国、舍基汗国、卡拉巴赫汗国，这些汗国位于现代亚美尼亚、阿塞拜疆、达吉斯坦和厄德尔。他带着大军到达格鲁吉亚，在克尔齐尼西战役中获胜，占领并洗劫了第比利斯，并有效征服了格鲁吉亚。在第比利斯取得胜利并有效控制了格鲁吉亚后，他立即返回，约15,000名格鲁吉亚俘虏被转移至伊朗本土，阿迦·穆罕默德汗于1796年在穆甘平原正式加冕为沙阿，和纳迪尔沙在约60年前一样。
1797年，阿迦·穆罕默德汗在舒沙（现为阿塞拜疆共和国的一部分）准备第二次对格鲁吉亚的远征时被暗杀；久经沙场的Erekle II则于1798年初去世。伊朗对格鲁吉亚重新掌握的宗主权未能长久：1799年，俄国人进军第比利斯。自17世纪末至18世纪初以来，俄罗斯人已积极采取扩张主义政策，以应对其南部相邻的帝国，即奥斯曼帝国和随后的伊朗王国。俄罗斯进入第比利斯之后的第二年是一个混乱的时期，被削弱和毁灭的格鲁吉亚首都一半沦为废墟，1801年被轻易地并入俄国。外高加索和达吉斯坦在数世纪里一直都是伊朗的一部分，伊朗不容许这两地脱离，这直接导致了数年后战争的爆发，即1804-1813年的俄罗斯-波斯战争和1826-1828年的俄罗斯-波斯战争。这两场战争（分别以古利斯坦条约和土库曼恰伊条约的签订结束）使伊朗无法逆转地强迫割让格鲁吉亚东部、达吉斯坦、亚美尼亚和阿塞拜疆等地给俄罗斯帝国。
阿拉斯河以北，对应现代阿塞拜疆共和国、格鲁吉亚东部、达吉斯坦和亚美尼亚的地区，在19世纪被俄罗斯占领之后，不再是伊朗领土。

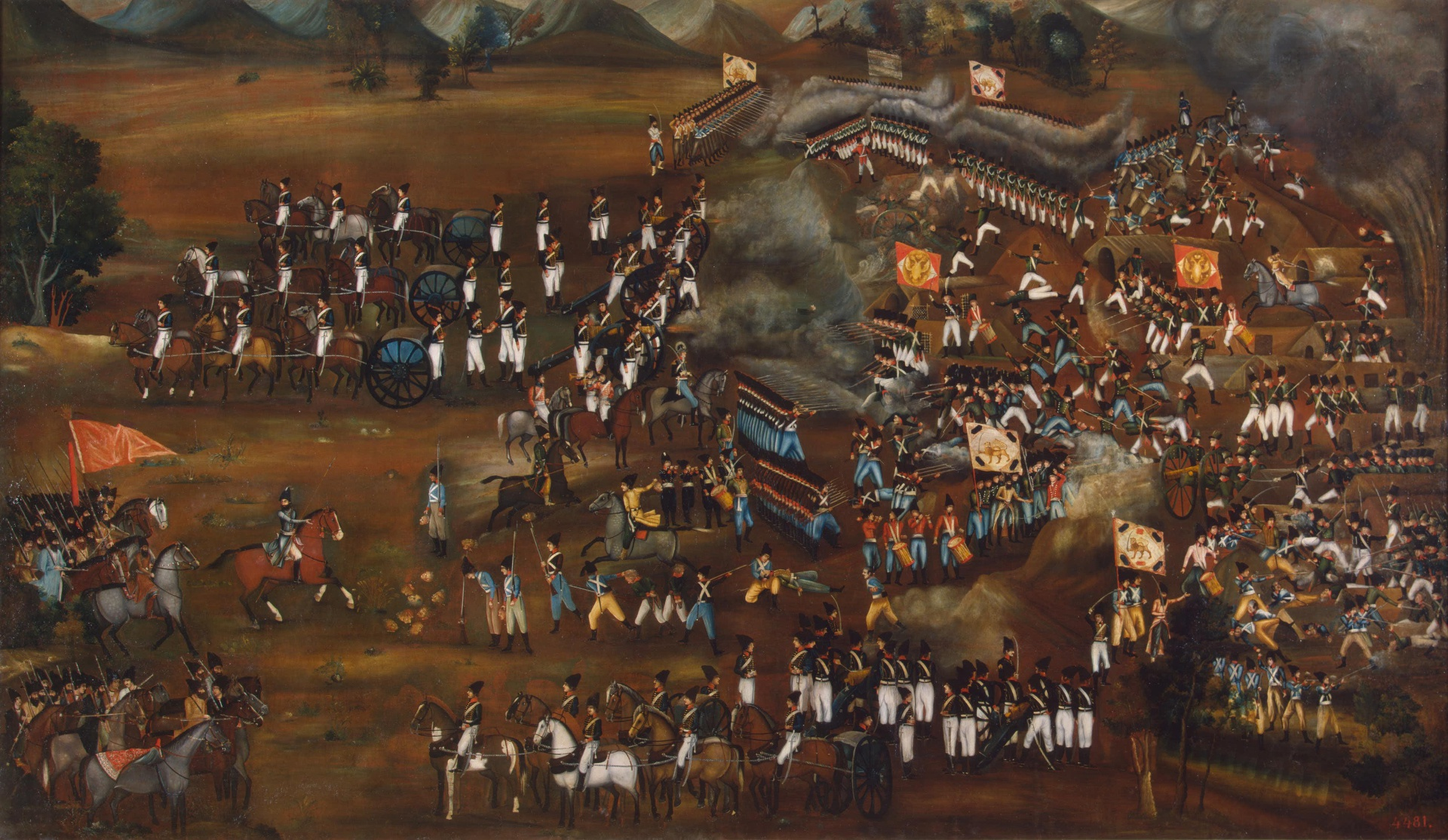
表现1812年2月13日苏丹巴德战役（英语：Battle_of_Sultanabad）的油画，埃尔米塔日博物馆
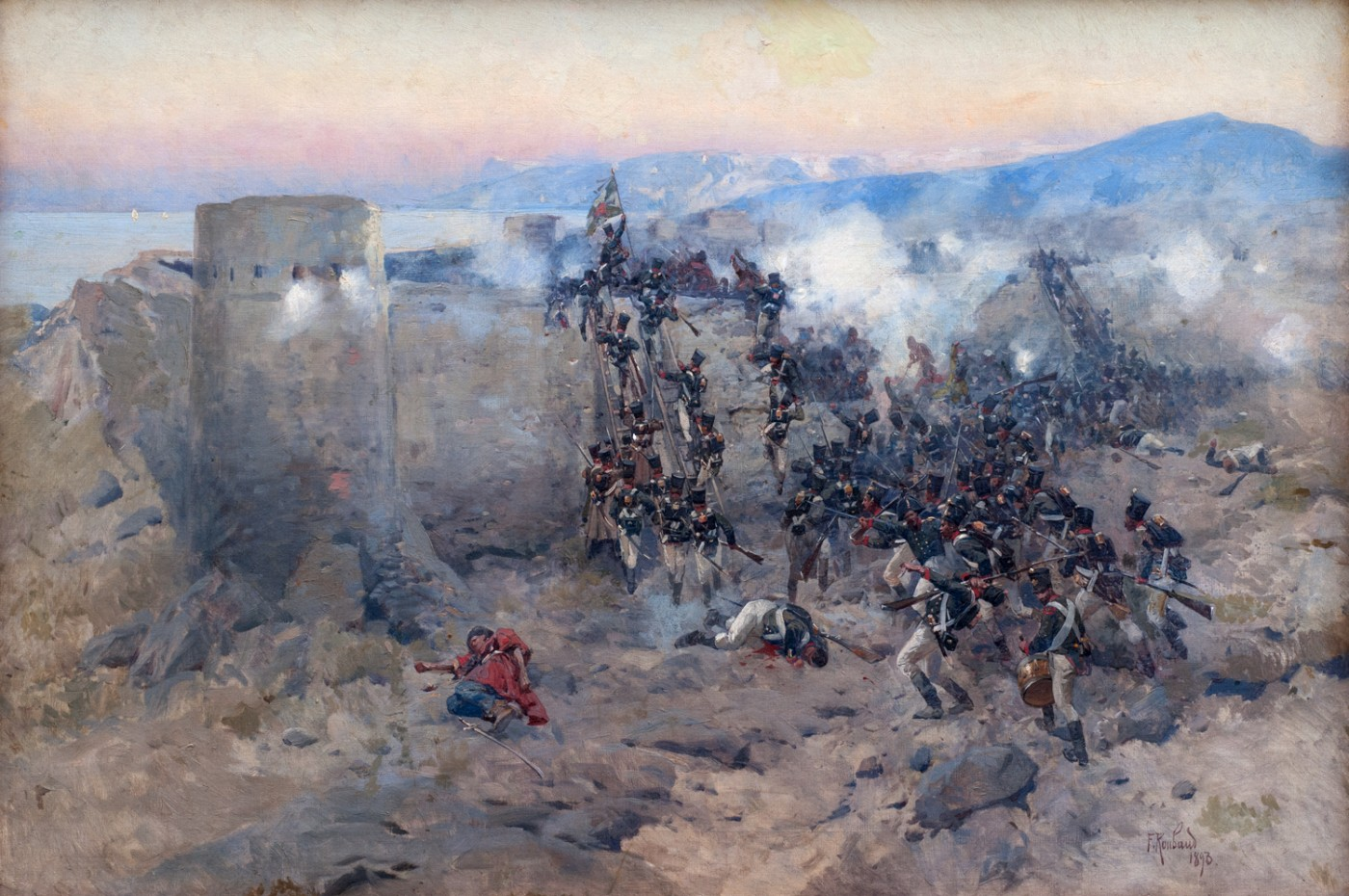
1812年的Storming of Lankaran，油画作者是Franz Roubaud
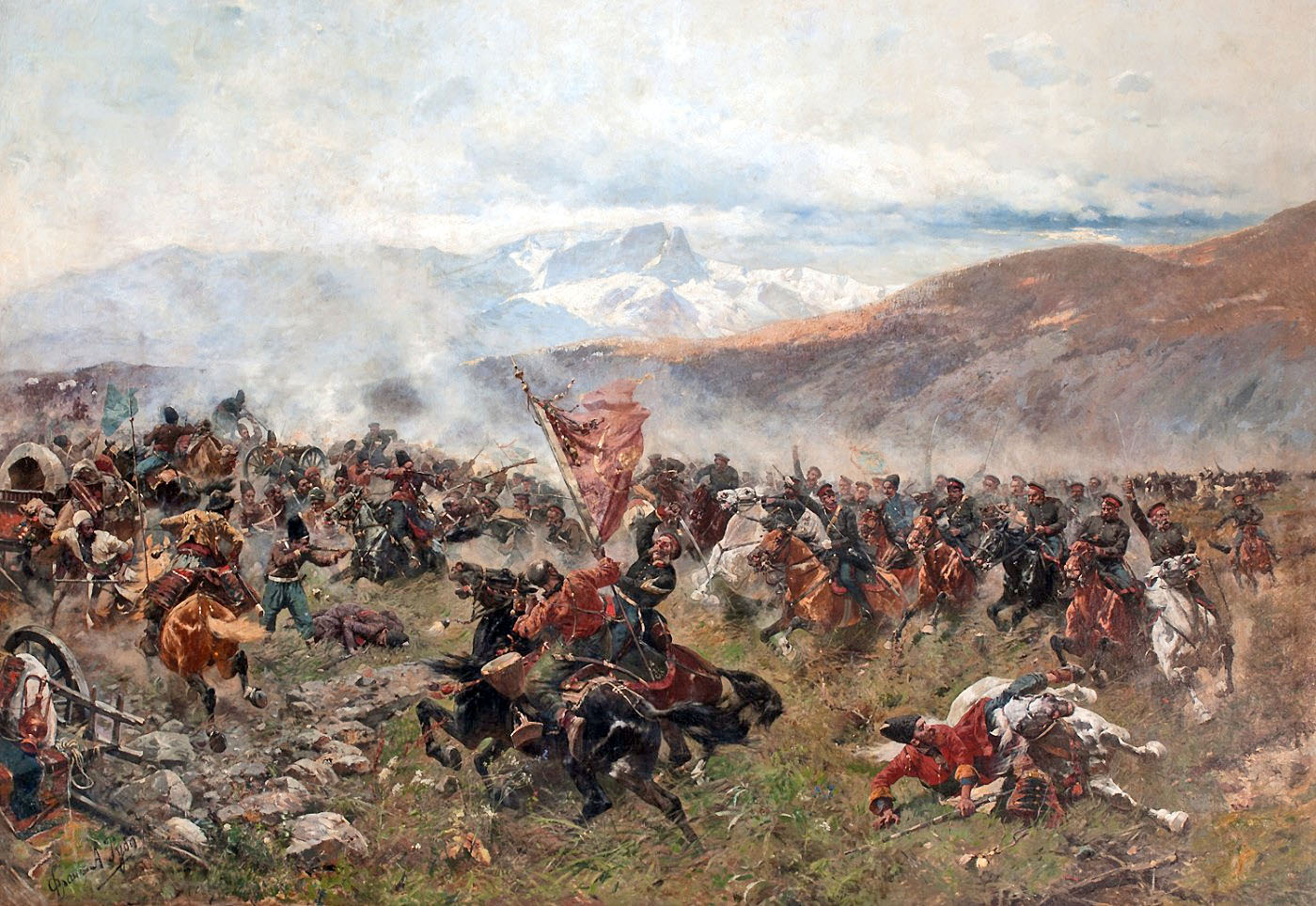
1828年的占贾战役，作者Franz Roubaud，巴库历史博物馆收藏

### 波斯立宪革命及1921年政变
1870-1871年波斯大饥荒可能导致了200万人死亡。
19世纪末20世纪初，针对波斯沙阿发动的宪法革命（1905-1911年）开启了波斯历史上的一个新时代。沙阿设法继续执政，于1906年颁发有限宪法，使该国成为君主立宪制。第一届议会于1906年10月7日召开。
1908年，英国人在胡齐斯坦发现了石油，引起了大英帝国对波斯的强烈兴趣（参见英伊石油公司，现为英国石油公司）。英国和俄罗斯在波斯争夺控制权，这就是所谓的大博弈，1907年的英俄條約使两国在波斯划分势力范围，而不顾波斯自己的国家主权。
第一次世界大战期间，该国被英国、奥斯曼和俄国占领，但基本上保持中立（参见波斯戰役）。1917年俄国革命后，俄国于1919年退出一战。英国尝试在波斯建立保护国，但未能成功。
吉兰立宪运动和卡加尔征服的不稳定导致的中央权力真空，最终使得礼萨汗崛起并于1925年创建了巴列维王朝。1921年一场军事政变使得波斯哥萨克旅的军官礼萨·汗成为未来20年的主导人物。赛义德·焦尔丁·塔巴塔巴伊也是这场政变的领导者和重要人物。政变实际上并非针对卡扎尔君主制。根据《伊朗百科全书》的说法，政变的对象是实际控制征服的当权者、实际统治波斯的内阁和其他人。礼萨汗在担任两年总理后，于1925年成为巴列维王朝的第一位国王。

## 伊朗王國及巴列維王朝時期（1925–1979）

### 礼萨汗（1925-1941）
礼萨汗在位16年，直至1941年9月16日英苏联军侵入伊朗，他被迫退位。他建立了一套威权主义政府，崇尚民族主义、军事主义、世俗主义和反共主义并且融合了审查制度和政治宣传。礼萨汗引入了众多社会经济改革，重组了军队、政府、行政和财政。
对于他的支持者来说，礼萨汗带来了“法律、秩序、纪律、中央权威和现代化设施——学校、火车、巴士、电台、剧院和电话”。然而他的现代化尝试被批评为过于“迅速”和“表面”，以及他的在位期间是一个警察国家，充满“压迫、腐败、苛税和缺乏真实”的时期。
许多新的法律法规引起了虔诚的穆斯林和神职人员的不满。例如，清真寺被要求使用椅子。大多数男人被要求穿西式服装，包括带帽檐的帽子；鼓励妇女抛弃头巾； 男女被允许自由集会，这违反了伊斯兰的性别混合观念。1935年，局势激化，集市人群和村民在马什哈德的伊玛目礼萨圣陵起义时高喊“沙阿是新的耶齐德”的口号。部队造成数十人丧生、数百人受伤之后，叛乱平息。

### 第二次世界大戰
德国在伊朗境内有巨大的利益，1941年，德国人发动政变，企图推翻巴列维王朝。随着德国军队对俄军取得成功，伊朗政府期望德国赢得战争并在其边界上建立强大的军事力量，拒绝了英国和俄罗斯驱逐德国人的要求。作为回应，盟军于1941年8月入侵，轻易地击败了实力薄弱的伊朗军队。伊朗成为盟国向苏联提供租借援助的主要渠道，目的是确保伊朗的油田以及盟军的补给线的安全。伊朗官方保持中立，其君主礼萨汗在随后的占领中被废黜，取而代之的是他的小儿子穆罕默德-礼萨·巴列维。
在1943年的德黑兰会议上，盟国发表了《德黑兰宣言》，保证了战后独立和伊朗的边界。但是，当战争真正结束时，驻扎在伊朗西北部的苏军不仅拒绝撤军，而且还支持阿塞拜疆和伊朗库尔德斯坦北部地区分离主义势力建立了亲苏的短命民族国家阿塞拜疆人民政府和马哈巴德共和国。苏维埃部队直到1946年5月获得石油特许权的承诺后才从伊朗撤出。北部的苏维埃共和国很快被推翻，石油特许权被撤销。

### 穆罕默德·禮薩·沙（1941-1979）
穆罕默德-礼萨沙·巴列维（波斯語：محمد رضا شاه پهلوی；1919年10月26日—1980年7月27日）是伊朗的沙王，1941年9月16日即位，1979年2月11日被伊朗伊斯蘭革命推翻。他是礼萨汗的长子，巴勒維王朝的第二位君主，也是伊朗的最後一位沙王。
1953年，美国支持巴列维发动一场政变，推翻民选总理穆罕默德·摩萨台，结束伊朗石油产业國有化政策，外国石油公司重新进入伊朗。他领导了伊朗的白色革命，促成了一系列经济、社会和政治改革。作为一个世俗主义的穆斯林，由于巴列维推行的现代化、世俗化的政策与传统巴扎商人（bazaari）阶层的冲突，对以色列的承认以及皇室及领导阶层的腐败丑闻，巴列维逐渐失去了伊朗什叶派教士和劳动阶层的支持。他随后推行了若干富有争议的政策，如查禁共产主义的伊朗杜德黨和建立镇压政治异议者的情报机构——萨瓦克等。根据官方统计，伊朗在1978年有2,200名以上的政治犯，这一数字因革命而快速增加
巴列维与伊斯兰主义者的冲突、英美对他的支持以及国内共产主义者的活动加剧了伊朗境内若干人群对他的反对情绪。1979年伊朗的政治动荡转变为一场革命，这导致他在1月17日被迫离开伊朗，随后伊朗王室被正式废除，鲁霍拉·穆萨维·霍梅尼领导建立了伊斯兰共和国。由于巴列维回到伊朗后很可能被处决，埃及总统穆罕默德·安瓦爾·薩達特给予他庇護權，使他得以流亡并逝世于埃及。

## 伊朗革命及伊斯蘭共和國
伊朗革命，也被称为伊斯兰革命，是一场将伊朗从在穆罕默德-礼萨·巴列维统治下的绝对君主国转变成伊斯兰共和国的革命。这场革命是由阿亚图拉鲁霍拉·霍梅尼领导，他是革命的领导者和伊斯兰共和国建立者之一。革命可說是從1978年1月首場大型示威開始，並於1979年12月以神權憲法通過，霍梅尼成為最高領袖作結。
革命期間，隨著罷工和示威癱瘓全國，國王穆罕默德-礼萨·巴列维出國流亡，而霍梅尼則於1979年2月1日回到德黑蘭。忠於國王的軍隊於巷戰被游擊隊及叛軍接連打敗後，2月11日伊朗軍方宣布中立，巴列维王朝最終垮台。因伊朗民眾在全國公投的壓倒性支持，1979年4月1日，伊朗正式成為伊斯兰共和国。

### 霍梅尼時期
霍梅尼从1979年开始担任革命领导者，即伊朗最高領袖，直到1989年6月3日離世。这段时期的主題，就是霍梅尼将革命成果鞏固為神权共和国，以及耗費而血腥的與伊拉克對战。
鞏固期持續到1982-3年，期間伊朗需處理經濟、軍事及政府機構所受的傷害，並有效地鎮壓世俗主義者、左派及倒戈的伊斯蘭傳統主義者所發動的示威和起義。許多反對派人士被新政權處決。革命後，馬克思主義游擊隊和聯邦主義團體在胡齊斯坦、庫爾德斯坦及貢巴德卡武斯等地造反，使叛軍與革命軍發生激烈戰鬥。這些叛亂從1979年4月開始，持續多個月，甚至斷年計，視乎地區而定。當中最慘烈的是庫爾德族起義，由KDPI發起，持續到1983年，造成10000人死亡。
1979年夏，新憲法給予霍梅尼一個權力龐大的職位——最高領袖。宪法专家大会制定出掌管立法和選舉的宗教化憲法監護委員會。新憲法於1979年12月公投通過。
從1988年7月19日開始，歷時約五個月，政府在全伊朗系統地處決了數千名政治犯。這事件一般稱之為「1988年伊朗政治犯大屠杀」。主要目標是伊朗人民聖戰者組織（PMOI）成員，雖然也有少量來自其他左翼政黨的政治犯，例如伊朗人民黨（伊朗共產黨）。估計處決人數從1 400到30 000。

#### 伊朗人質危機
伊朗人質危機是在伊斯蘭共和國早期發生，而對未來造成深遠影響的事件。當得悉末代沙王到了美國，1979年11月4日，伊朗學生佔領了美國駐伊朗大使館，扣留其人員，並將他們標籤為“間諜”。52名人質被挾持到1981年1月，共444天。美軍嘗試營救但並不成功。
這個佔領行動在伊朗獲得廣大支持，上千人集會表達對挾持者的支持。這也許強化了霍梅尼的榮譽，鞏固了反美主義路線。也是從當時起，霍梅尼把美國稱為“大撒旦”。而在美國，這被視為違反國際法的長久原則，外交人員理應被逐而不是被挾持。這造成反伊朗情緒的強烈反彈。兩國關係持續敵對，而美國國際制裁傷及了伊朗經濟。

#### 兩伊戰爭

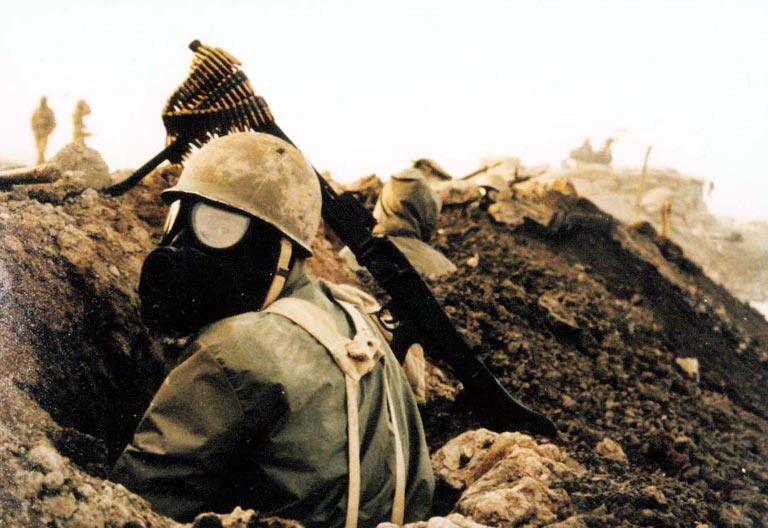
兩伊戰爭期間戴上了防毒面罩的伊朗士兵

在伊朗的政局混亂期間，伊拉克領袖薩達姆·侯賽因想從中得利，看中當時伊朗軍隊的虛弱，以及革命讓伊朗失去西方支持，使伊拉克無後顧之憂。當曾經雄霸一方的伊朗軍隊被解散，沙王出逃，薩達姆就想把自己捧成中東的新強人，並且奪取以前沙王執政時伊拉克聲索的領土，擴大伊拉克進入波斯灣的渠道。
對伊拉克最至關重要的目標是胡齊斯坦，不僅居民以阿拉伯人為主，還有豐富石油。還有要不成文地按阿拉伯聯合酋長國名義，拿下阿布穆薩島和大小通布島。有了這些野心，薩達姆準備向伊朗發動總侵略，還吹噓自己能三天內到達其首都。1980年9月22日，伊拉克軍隊從胡齊斯坦入侵伊朗，殺革命軍一個措手不及。
雖然薩達姆·侯賽因在初期得到不少勝利，但是到了1982年伊朗已經把伊拉克軍隊逼回國內。霍梅尼正想把革命輸出到伊拉克，尤其是伊拉克的主要人口是什葉派。然後戰爭持續了八年，直到1988年霍梅尼接受聯合國的調停並停火。
戰爭期間，成千上萬的伊朗平民及軍人被伊拉克化學武器殺害。埃及、波斯灣阿拉伯國家、蘇聯及華沙公約國家、美國（1983年起）、法國、英國、德國、巴西及中華人民共和國（同時有向伊朗出售武器）都財政支持了伊拉克。
超過182 000個庫爾德族受害者在戰爭八年間被伊拉克化學武器毒殺。伊朗總死亡人數估計從500 000到1 000 000不等。幾乎全部相關國際機構證實到伊拉克使用化學武器，以應付伊朗的人海戰術。這些組織也一致證實伊朗一方從來沒有在戰爭期間使用化學武器。

### 哈梅內伊時期

#### 哈梅內伊首八年
1989年，霍梅尼臨終前召開25人的修憲會議，任命時任總統阿里·哈梅內伊為新任最高領袖，同時對伊朗憲法作出一些修改。1989年6月3日，霍梅尼死後，政權順利過渡到哈梅內伊。雖然哈梅內伊缺乏霍梅尼有的“個人魅力及神聖位置”，但是他在伊朗軍方，以及經濟上強大的宗教機構中建立了支持。在他的統治下，至少有一個觀察員稱伊朗政權更像是“一個宗教寡頭......而不是專制政體”。
繼承哈梅內伊原先總統職務的，是務實的保守主義者阿克巴爾·哈什米·拉夫桑賈尼。他完成了兩個四年任期，專注於重建伊朗經濟和戰後基建。他試圖藉由將在伊斯蘭共和國成立不久被國有化的公司再度私有化，以及找賢能的技術官僚管理經濟，來恢復民眾對政府的信心。國家的經濟狀況，也迫使政府轉向結束外交孤立。為此，他再度與沙烏地阿拉伯等鄰國建立正常關係，並宣稱不會輸出革命，嘗試改善國家的地區聲譽。在1991年的波斯灣戰爭期間，國家保持中立，最多只是譴責美國，並允許逃離伊拉克的飛機和難民來到這個國家。
1990年代，伊朗的世俗舉止和對西方流行文化仰慕程度比前幾十年要大。這已成為城市居民對政府的侵掠性伊斯蘭政策表示不滿的方式。儘管最高領袖哈梅內伊與總統拉夫桑賈尼的同盟成功阻止烏理瑪擴權，但投射到新任最高領袖哈梅內伊的群眾壓力，使此合作日益困難。1989年，他們制定了一系列憲法修正案，取消了總理職位，並擴大了總統權力範圍。但是，這些新修正案絲毫沒有削弱伊朗最高領袖的權力，這職位仍然擁有控制武裝部隊、進行戰爭與締造和平、為外交政策作最終決定以及在他認為必要時有權介入立法進程的這些最高權力。

#### 改革及影響

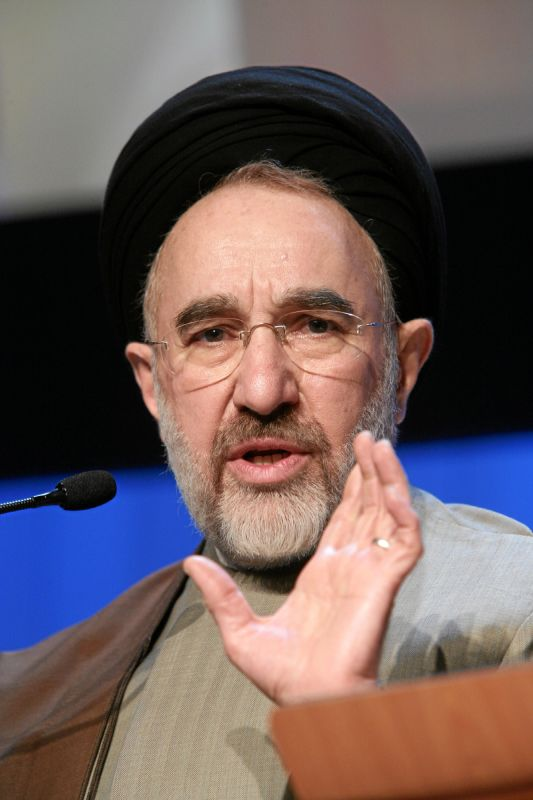
穆罕默德·哈塔米，1997至2005年間的改革派伊朗總統

雖然總統拉夫桑賈尼的經濟政策加強了外部關係，但其政府把部分的社會行為限制放寬，引起了大眾和治國烏理瑪的廣泛不滿。這導致他於1997年輸掉了總統選舉，縱使有最高伊斯蘭法學家支持。打敗他的是改革派的獨立候選人，穆罕默德·哈塔米。他獲得69％的選票，並特別獲得被國家實踐排斥的兩組人群支持：婦女和青年。國內的年輕一代未經歷過沙王時代和瓦解它的革命，他們現在只對伊斯蘭共和國治下的嚴苛限制影響日常生活深感不滿。穆罕默德·哈塔米政府很快就產生了改革派與日漸保守和聲勢浩大的宗教人員之間的矛盾。衝突在1999年7月的德黑蘭街頭大規模反政府抗議活動達到了顛峰。騷亂持續了一個多星期，之後警察和親政府的執法者驅散了人群。
哈塔米於2001年6月再次當選，但他的努力遭到議會保守派的一再阻撓。伊朗政府裡頭的保守勢力轉為打壓改革運動，禁止自由派報章和取消國會參選人資格。這場打壓，以及哈塔米改革政府失敗，導致伊朗青年走向政治冷感。
2003年6月，德黑蘭發生了有上千名學生的反政府示威。2006年又發生了多次人權示威。

#### 2005年總統選舉及影響
2005年伊朗总统选举，德黑蘭市長马哈茂德·艾哈迈迪内贾德成為第六任伊朗總統，以兩輪投票得到的62%選票打敗前總統阿克巴爾·哈什米·拉夫桑賈尼。在授權儀式上，他親吻了哈梅內伊的手以表達忠誠。
期間，美國入侵伊拉克，推翻薩達姆政權並加強當地什葉派大多數的政治力量。這些全都壯大了伊朗的地區地位，尤其在什葉派為主的伊拉克南部，當地一名頂尖什葉派領袖於2006年9月3日的禮拜重新要求什葉派地區獲得自治權。至少有一位評論員（前美國國防部長威廉·科漢）表示，到了2009年，伊朗壯大已取代了反以色列成為了中東地區最主要外交問題。
2005年和2006年間，有消息指美國和以色列計劃襲擊伊朗，最多援引的原因是伊朗核能計劃，美國及其他國家懼怕這會向核武計劃推進。中俄兩國反對任何形式的軍事行動和反對經濟制裁。最高領袖阿里·哈梅內伊頒布伊斯蘭教令禁止生產、管有及使用核武器。伊朗政府在2005年8月於維也納舉行的國際原子能機構會議上的一份正式聲明中援引了此教令。
2009年，內賈德的連任受到激烈的爭議，並受到大規模抗議的阻撓，這些抗議構成了“三十年來”對伊斯蘭共和國領導層而言“最大的國內挑戰”。由此引起的社會動盪被廣稱為“伊朗綠色革命”。屬於改革派的反對者米爾-侯賽因·穆薩維和他的支持者被指作票而陸續被捕。到了2009年7月1日，1000人被捕和20人在示威中被殺害。最高領袖哈梅內伊和其他官員指控抗議活動受外國指揮操控。

#### 2013年總統選舉及後續發展
2013年6月14日，哈桑·鲁哈尼勝出伊朗總統選舉，總共得到36,704,156票數；鲁哈尼贏了18,613,329票。選舉日一天後的記者會，鲁哈尼重申他的承諾，修復伊朗與外國關係。
2015年4月2日，在瑞士進行了八天日夜無休，持續到星期四的曲折討論之後，伊朗和六個世界大國（美國，英國，法國，中國和俄羅斯以及德國）就限制伊朗核計劃的諒解備忘錄達成了共識 （页面存档备份，存于）。談判人員如此指出，而雙方也正準備宣佈。伊朗外交部長穆罕默德·贾瓦德·扎里夫在Twiter表示：「發現了解決方法。準備立即開始起草。（Found solutions. Ready to start drafting immediately.）」歐盟外交代表费代丽卡·莫盖里尼在Twiter表示她在核會談與七國最終會面後，將會與扎里夫一起見記者。她寫道：「有好消息。（Good news.）」
费代丽卡·莫盖里尼在宣讀聯合聲明時，稱讚經過十多年的努力，終有她所說的“決定性步驟”。伊朗外長扎里夫接著以波斯語宣讀相同的聲明。美國國務卿凱瑞和英法德三國的最高外交官也短暫在他們後面現身。協議被打算成為全面協議的臨時框架，於2015年簽訂，標誌著與伊朗就其核計劃進行的十二年談判史上的重大突破。
當唐納·川普競選美國總統時，他屢次揚言會退出伊朗核協議。他當選總統後，美國於2018年5月8日宣佈退出協議。
伊朗支持的，名為「真主黨旅」的組織於2019年12月31日襲擊了美國駐巴格達大使館。
2020年1月3日，美國軍方在巴格達國際機場發動了無人機襲擊，殺死了伊斯蘭革命衛隊精銳部隊聖城旅的領導人卡西姆·蘇萊曼尼，伊朗全國喚起了強大的反美情緒，但後來因乌克兰国际航空752号班机空难而民情反彈。